# Enfrentamientos en la Araucanía de 2020-2025
Los enfrentamientos en la Araucanía se refiere a una serie de acontecimientos violentos, reiterados y sostenidos en el tiempo, producidos en la región histórica chilena de la Araucanía, territorios comprendidos en las actuales Región de La Araucanía y la Provincia de Arauco, al sur de la Región del Biobío, en el sur del país. Estos hechos, comenzados inicialmente en 2020, pero que no se detuvieron al año siguiente y subsiguiente, se suscitaron en medio del proceso judicial del caso Luchsinger-Mackay, donde fueron asesinados dos ancianos en su domicilio. Asimismo, dichos incidentes se enmarcan en el conflicto en la Araucanía y, a su vez, adentro del conflicto mapuche.

## Antecedentes y contexto
El 8 de febrero en la comuna de Victoria incendiaron el camión en donde Juan Barrios se encontraba reposando, esto le provocó quemaduras graves en el 25% de su cuerpo al hombre de 50 años quien falleció producto de estas días más tarde. Durante el Paro Nacional de camioneros comenzado en agosto del mismo año, Juan Barrios fue considerado mártir por estos últimos y se apodó a una ley con su nombre.
El 15 de junio, fue detenido por la Policía de Investigaciones de Chile (PDI), el comunero mapuche y exmiembro de la Coordinadora Arauco-Malleco (CAM), Emilio Berkhoff Jerez, en medio de un operativo contra el narcotráfico, donde fueron decomisados alrededor de 900 kilos de cocaína. Este hecho provocó una serie de reacciones, que incluyeron manifestaciones, incidentes y atentados (principalmente incendiarios) en la zona de la Araucanía en los días posteriores, con quema de camiones y maquinaria agrícola y forestal, exigiendo por parte de los manifestantes, la liberación de todos los presos en causas vinculadas al llamado conflicto mapuche. El 23 de junio, un atentado con explosivos adjudicado por la agrupación Resistencia Mapuche Lavkenche, fue detonado en el sector de Quidico, comuna de Tirúa, junto a una antena de telefonía móvil, resultando completamente destruida. Debido a este hecho, los ministros del Interior y Defensa Nacional, Gonzalo Blumel y Alberto Espina, realizaron una visita a la provincia de Arauco. Sin embargo, el conflicto se acrecentó desde que el machi Celestino Córdova, anunció desde el hospital de Nueva Imperial, que retomaría una huelga de hambre seca, por lo que la Corte de Apelaciones de Temuco, autorizó a los funcionarios del hospital a iniciar un tratamiento médico paliativo contra la medida voluntaria del condenado, con el fin de mantenerlo con vida. Hasta el momento, seis edificios consistoriales y una gobernación provincial han sido tomados y se ha reportado algún tipo de daño, total o parcial. Desde la quema de iglesias en La Araucanía de 2016 que no se habían concentrado una seguidilla de ataques a edificaciones institucionales de un mismo tipo en esa zona. Adicionalmente, los bloqueos de rutas con derribamiento de árboles o la colocación de barreras con objetos de gran tamaño en las carreteras de la Macrozona Sur, se han duplicado desde el anuncio de huelgas de hambre por parte de los comuneros mapuche, en relación con los dos años anteriores. Asimismo y en términos delictuales, además de las acusaciones de narcotráfico, se han sumado las de robo de madera por parte de organizaciones que perpetran estos ataques como un negocio ilícito lucrativo por el cual obtienen financiamiento.
Desde fines de julio de 2020, comenzaron una serie de manifestaciones dentro de la cuarentena de Chile de 2020, producto de la pandemia provocada por el coronavirus, la cual fue decretada por el presidente Sebastián Piñera en marzo de ese año, dentro de sus facultades permitidas constitucionalmente, las que incluyen toques de queda nocturnos en todo el territorio nacional, además de confinamientos y cordones sanitarios focalizados.
El 30 de octubre de 2020, un grupo de encapuchados asesinó con arma de fuego al cabo segundo Eugenio Sebastián Nain Caniumil de Carabineros, mientras las fuerzas de seguridad acudían a un corte de ruta con barricadas en el kilómetro 685 de la Ruta 5 Sur, altura Cantera de Metrenco.
En el índice global de terrorismo, Chile subió desde el puesto 47° en 2020 al 18° en 2022, siendo el segundo país de América Latina donde ocurren más ataques de esta naturaleza, solo después de Colombia, de acuerdo a este indicador internacional.

## Perfil de los ataques
La mayoría de los ataques son atentados incendiarios a la propiedad privada en sectores rurales o predios de producción agroforestal, viéndose aumentados en su frecuencia y radicalizando el tipo de ataques a partir de 2020, que con anterioridad eran atentados en su mayoría durante la noche y en predios sin moradores y pasando a perpetrarse asaltos en grupos de encapuchados, fuertemente armados, a cualquier hora del día, quienes efectúan disparos y atracando a personas, provocado incluso la muerte tanto de civiles como también de efectivos policiales de Carabineros de Chile y de la Policía de Investigaciones de Chile. También se han visto afectadas por incendios intencionales escuelas rurales e iglesias católicas y evangélicas.
El Presidente Sebastián Piñera calificó los hechos en febrero de 2021 como parte de una «oleada de violencia», instando a lograr un «gran acuerdo nacional» para frenar el recrudecimiento de los actos terroristas en la denominada «Macrozona Sur».

## Cronología

### Año 2020

#### Enero
- 7 de enero: miembros de la CAM atacaron e incendiaron siete retroexcavadoras, un bulldozer, un camión, un camión grúa y 3 camionetas forestales.[18][19]
- 17 de enero: son incendiados 5 camiones, una retroexcavadora y 2 camionetas forestales esto en el sector Ranquil, comuna de Lebu. En el sitio se encontraron panfletos que pedían la liberación del comunero mapuche Daniel Canío.[18][20][21]
- 18 de enero: Se registró un ataque en el fundo Santa Clara de Reñico, Lumaco, que dejó como saldo una máquina cosechadora, 5 tractores, un trineumático y un skider quemados.[18][22][23][24]
- 22 de enero: Se registra el ataque a un predio de forestal Anchile, en el sector de Trosquilmo, en la comuna de San Juan de la Costa, Provincia de Osorno, resultado una máquina astilladora, un harnero, un camión de combustibles y dos camiones. En el lugar se encontraba personal de carabineros que fue superado durante el ataque, sin dejar heridos.[18][25][26]

#### Marzo
- 11 de marzo: La mañana del 11 de marzo, miembros de Weichán Auka Mapu atacaron el fundo Los Pastales, en el sector Mirador,Cholchol, el cual dejó como saldo dos maquinarias agrícolas incineradas.[27][28]
- 13 de marzo: cuatro camiones fueron incendiados simultáneamente en un ataque perpetrado en el fundo Santa Rosa, sector de Huapitrío, comuna de Collipulli. Los perpetradores dejaron panfletos alusivos a la detención de comuneros mapuche.[29]
- 18 de marzo: Miembros de la WAM atacaron un helicóptero S-64 Skycrane perteneciente a EcoCopter, utilizado principalmente para el combate a incendios forestales. El ataque tuvo lugar en la Base Forestal Unihue, Santa Juana.[27][30][31]
- 26 de marzo: tres antenas de telefonía móvil fueron derribadas con explosivos en un ataque perpetrado durante la madrugada en el sector de Pichihuillinco, comuna de Contulmo, en las cercanías al lago Lleulleu.[32]

#### Abril
- 13 de abril: un ataque perpetrado con un coche bomba que fue puesto a la altura del puente Lleulleu, comuna de Tirúa, el cual terminó con daños en un generador eléctrico que abastecía de electricidad residencial a la zona. El ataque fue adjudicado por el grupo Resistencia Mapuche Lavkenche (RML) en un comunicado donde se manifestaron contra el capitalismo en la región.[33]
- 16 de abril: un camión tolva terminó destruido producto de un ataque incendiario perpetrado por encapuchados provistos de armas en el sector Cruce Chacamo, comuna de Carahue. En el lugar se encontró una pancarta pidiendo la liberación del comunero mapuche Jorge Cayupán, quién fue condenado por porte ilegal de armas y otros delitos.[34]

#### Mayo
- 1 de mayo: un camión incendiado, una camioneta robada y un trabajador lesionado fue el resultado de un ataque de encapuchados provistos de armas de fuego en un predio cercano a la localidad de Capitán Pastene, comuna de Lumaco.[35]
- 2 de mayo: Encapuchados atacaron a tiros un reten policial en la localidad de Quidico, en la comuna de Tirúa, región del Bío Bío. No se reportaron lesionados, mientras que los responsables escaparon del lugar.[36][37][38]
- 3 de mayo: Miembros de Weichan Auka Mapu se adjudicó un ataque incendiario contra las oficinas de Piscicultura Cermaq, ubicada en el sector Coipúe Bajo de la comuna de Freire.[27][39][40]
- 4 de mayo: el machi Celestino Córdova junto a otros ocho prisioneros mapuches iniciaron huelga de hambre con el propósito de instar al Poder Judicial a reconsiderar su condena a partir de la aplicación el Convenio 169 de la OIT que permite a los presos cumplir su condena o prisión preventiva en sus tierras y no en una prisión.[41]
- 12 de mayo: Es incendiada una vivienda y una persona es herida con perdigones en un ataque a una propiedad en el fundo Manantiales, comuna de Víctoria. Mapuche Malleco se adjudicó el hecho en un panfleto abandonado en el sitio.[42]
- 13 de mayo: cinco camiones fueron interceptados por encapuchados armados en el sector de la cuesta La Esperanza, comuna de Collipulli, en el límite de regional con el Biobío, quienes los incendiaron dejando tres de ellos inoperativos y dos con daños menores.[43]
- 13 de mayo: Miembros de Resistencia Mapuche Lavkench atacaron las instalaciones de Hotel Küref, propiedad de Fernando Fuentealba, presidente de la Fundación Chilena de Víctimas del Terrorismo en la Macrozona Sur, esto en la localidad de Quidico, Tirúa. Fernando Fuentealba es señalado de ser «anti mapuche», además de «denostar a la resistencia mapuche». En el mismo día y comuna es atacado un reten policial, el cual dejó solamente daños materiales.[36][44][45]

En un incidente separado el recinto es dañado por las llamas, además de que en otro ataque a tiros con a una caseta policial, pero en la comuna de Tirúa, dos mujeres fueron heridas por disparo de perdigones, las cuáles no corren riesgo vital.
- 14 de mayo: dos camiones y un minibús fueron interceptados por encapuchados armados, quienes procedieron a incendiarlos en plena Ruta 5 Sur a la altura de Ercilla.[47][46]
- 30 de mayo: encapuchados armados ingresaron al fundo El Retiro, comuna de Purén, donde incendiaron tres maquinarias de uso forestal y un camión para los mismos propósitos, además de sustraer dos camionetas que se ubicaban en dicho predio.[48][49]

#### Junio
- 2 de junio: El RMM reapareció en el atentado ocurrido en la madrugada del 2 de junio, contra la Escuela Bollico en la comuna de Victoria, que dejó como saldo el edificio completamente destruido, además de que en el lugar del ataque se encontró un lienzo en solidaridad con presos mapuches.[50][51]
- 4 de junio: Un werkén de la comunidad de We Newén, Alejandro Treuquil, es asesinado por unos desconocidos después de que recibiera un balazo en el cuello.[52]
- 16 de junio: Miembros del RMM incendiario devastaron una casa patronal en un fundo en Curacautín, dejando completamente destruida la estructura. En ambos ataques se encontraron lienzos relacionados con la detención y traslado de comuneros mapuche.[53][54] El mismo día es atacada una capilla en la localidad de Púa, en la comuna de Victoria.[55][56]
- 19 de junio: Dos camiones y una máquina retroexcavadora fueron destruidas en un ataque incendiario en un sector de Nueva Imperial, provocado por encapuchados armados que obligaron a los trabajadores a descender de los vehículos.[57]
- 22 de junio: Carabineros hizo público un vídeo grabado desde una cámara corporal de un funcionario, repeliendo un tiroteo efectuado por los presuntos atacantes que encapuchados atacaron a tres camiones, incendiándolos posteriormente en la ruta que une Purén con Contulmo, en plena cordillera de Nahuelbuta.[58]
- 28 de junio: Miembros de WAM atacaron las instalaciones de inmobiliaria pilolcura, en Cutipay Alto, Valdivia, dejando como saldo dos contenedor, tres excavadoras, un rodillo y una chipiadora destruidas.[27][59][60] No fue hasta abril del 2023, que un miembro del WAM fue condenado a 10 años de prisión por su responsabilidad en el ataque.[61]
- 29 de junio: Militantes de RMM atacaron un fundo en el sector Los Placeres, comuna de Victoria, que dejó como saldo tres galpones, maquinarias agrícolas incendiadas, y un civil herido de bala.[62][63] Por la gravedad de este ataque, el gobierno chileno se querello contra este atentado, en contra de la organización Resistencia Mapuche Malleco por asociación criminal.[64]

#### Julio
- 15 de julio: Desconocidos incendiaron completamente dos escuelas: La Escuela Internado Pedro Etchepare Borda, en el sector de Lanalhue, en Cañete, y la Escuela de Cerro Negro, en Tirúa.[65]
- 20 de julio: Luego de ser hospitalizado, Celestino Córdova anunció que iniciaría una huelga de hambre seca (privación de alimentos más no de agua).[66]
- 23 de julio: Comuneros mapuche se tomaron la Gobernación de la Provincia de Arauco, ubicada en la ciudad de Lebu. El mismo día, se registraron incidentes el Centro de Reinserción Social ubicado en la comuna de Cañete, desalojando pacíficamente a todos los funcionarios públicos que se encontraban trabajando al interior.[67]
- 27 de julio: Durante la mañana fueron tomados los edificios consistoriales de Collipulli, Curacautín, Galvarino, Traiguén y Victoria, colocando carteles y pancartas alusivos a la liberación de los detenidos de etnia mapuche. Además de la sucursal del Servicio de Registro Civil e Identificación en Temuco.[68]
- 28 de julio: Debido a un cambio en el gabinete ministerial, asumió Víctor Pérez Varela como ministro del Interior en reemplazo de Gonzalo Blumel, quien dentro de sus primeras actividades, hizo una visita a Temuco, capital regional de La Araucanía. En dicho lugar, reiteró que «no existen presos políticos mapuche» en Chile.[69]
- 30 de julio: En Ercilla, un tren de carga fue descarrillado y las vías férreas fueron dañadas. Según reportó el maquinista, quien solo resultó con heridas leves, un grupo de encapuchados atacaron el tren con armas de fuego. Nadie se atribuyó el ataque.[70]

#### Agosto
- 1 de agosto: Luego de una orden emanada por la Intendencia de La Araucanía, que declaró ilegal la ocupación forzada de los edificios municipales, los alcaldes de los respectivos municipios solicitaron el desalojo a través del uso de la fuerza pública, generándose disturbios y ataques entre Carabineros de Chile y los desalojados. En Curacautín se sumó un grupo de civiles residentes en la comuna a los enfrentamientos con los comuneros mapuche, azuzados por la Vocera de la Asociación de Agricultores de Victoria-Malleco Gloria Naveillán.[71][72] Las municipalidades de Ercilla y Traiguén fueron incendiadas y parcialmente destruidas.[73]
- 2 de agosto: Militantes de RMM incendiaron posta, una iglesia, una escuela y vehículos, esto en la localidad de Añiñir, comuna de Traiguén, siendo uno de los ataques más devastadores del grupo.[74][75][76]
- 3 de agosto: Luego de una marcha en favor de los detenidos del caso Luchsinger-Mackay, que terminó con incidentes violentos y enfrentamientos de los manifestantes contra Carabineros, encapuchados quemaron un camión en una estación de servicio en Collipulli.[77] La Ruta 5 Sur fue bloqueada a la altura de Pidima en el cruce con Quechereguas, en la comuna de Ercilla, con barricadas y agredieron con armas de fuego a personal policial y vehículos particulares, resultando un carabinero herido.[78] En Contulmo, el alcalde de la comuna, Mauricio Lebrecht Sperberg, denunció públicamente amenazas al municipio y a su persona, por lo que solicitó la custodia policial de la casa consistorial de dicha localidad.[79]
- 4 de agosto: Una marcha no autorizada en el centro de la ciudad de Temuco, culminó con su dispersión cuando los manifestantes comenzaron a cortar el tránsito, con un total de 11 manifestantes detenidos. Adicionalmente, un enfrentamiento entre manifestantes que bloquearon un acceso a la comuna de Lumaco, terminó con funcionarios de carabineros y manifestantes heridos.[80] En Metrenco, a la salida de la comuna de Padre Las Casas, un grupo de 20 personas encapuchadas y armadas, quemaron un camión en plena carretera.[81]
- 5 de agosto: Un grupo de alrededor de cien manifestantes, residentes locales y de otras comunas aledañas, se tomaron la casa consistorial de la Municipalidad de Tirúa en solidaridad a los detenidos en huelga de hambre.[82] Además, un grupo indeterminado de personas se tomó la sede de la Corporación Nacional de Desarrollo Indígena (Conadi) en Valdivia.[83] El mismo día el Lonko Aniceto Norín denunció un ataque incendiario al interior de su propiedad.[84]
- 6 de agosto: Un ataque incendiario en la comuna de Padre Las Casas, terminó con 17 camiones quemados, 2 maquinarias para la extracción de áridos y una casa incendiadas.[85] Asimismo, se reportó el incendio intencional de dos cabañas de veraneo en el sector de Quidico, comuna de Tirúa, además de la quema de un camión de carga mediana en la carretera a la altura de Peleco, en la comuna de Cañete.[86]
- 7 de agosto: Manifestantes en favor de los detenidos en huelga de hambre, derribaron el busto de Cornelio Saavedra Rodríguez ubicado en la plaza de Armas de Lumaco, arrojándolo desde un puente al cause del río homónimo.[87] Adicionalmente, en la comuna de Ercilla, fueron encontradas dos mujeres de origen mapuche (madre e hija), fallecidas en el interior de su vivienda, en una comunidad indígena local, con aparentes signos de haberse suicidado, «sin registro de lesiones evidentes», como precisaron desde la Fiscalía chilena.[88] Una de las fallecidas era una activa dirigente mapuche que había denunciado la militarización que vivía su localidad y que fue presidenta del Centro de Padres y Apoderados del único establecimiento técnico-profesional de la zona, el que fue cerrado para convertirse en un centro de operaciones especiales de Carabineros, por lo que su muerte generó suspicacias en redes sociales, donde se ha levantado el hashtag «#JusticiaParaIrisyRosa».[89]
- 8 de agosto: En el sector de Chan-Chan, en la comuna de Contulmo, un grupo de desconocidos encapuchados, atacaron e incendiaron un camión repartidor de The Coca-Cola Company.[90]
- 9 de agosto: En Curacautín, una manifestación en favor de los detenidos mapuche en la cárcel de Angol convocada en la plaza de armas de la comuna, terminó con incidentes entre los manifestantes y carabineros, terminando un carabinero con una lesión ocular.[91] Derribaron las estatuas de Bernardo O'Higgins, Arturo Prat y José Manuel Balmaceda, además de realizar cortes en el tránsito en las calles aledañas al parque urbano.[92]
- 10 de agosto: Cinco encapuchados quemaron dos camiones y un cargador frontal en el sector de Balneario El Huaso, en la comuna de Angol, vehículos estatales pertenecientes a la Dirección de Vialidad.[93] Una manifestación de camioneros exigiendo más garantías para la seguridad y en contra de todos los ataques que han sufrido, interrumpió el tránsito en el acceso a la ciudad de Temuco en la Ruta 5 Sur.[94]
- 11 de agosto: Miembros de la WAM efectuaron disparos al interior del fundo La Pasión, en la comuna de Cañete, incendiando la casa patronal, la que quedó completamente destruida.[95] Encapuchados atacaron e incendiaron un camión de reparto de la Compañía de Cervecerías Unidas (CCU), a la altura del Puente Lleu-Lleu, en la comuna de Cañete. Adicionalmente, un segundo incendio, presuntamente intencional, afectó a una cabaña en el sector de La Rinconada, a orillas del lago Lanalhue, en dicha comuna.[96] Un motociclista de 35 años de edad, falleció al colisionar con un tronco que fue usado como barricada para impedir el tránsito en la ruta que une Vilcún con Lautaro.[97]
- 14 de agosto: Funcionarios representantes de la Oficina del Alto Comisionado de las Naciones Unidas para los Derechos Humanos (ACNUDH), concluyeron una visita técnica de tres días a la Región de La Araucanía, donde pudieron reunirse y recopilar información con diferentes actores políticos, sociales y de derechos humanos locales.[98] Durante la mañana de ese mismo día, desconocidos quemaron dos camiones, una grúa y una maquinaria de uso forestal en la comuna de Los Álamos.[99]
- 15 de agosto, el RMM se adjudicó el ataque incendiario contra una capilla, una vivienda y un furgón sector Chequenco de la comuna de Ercilla.[100][101]
- 17 de agosto: La Coordinadora Arauco-Malleco (CAM), emitió un comunicado público donde hace un llamado a realizar «sabotajes en contra del capital» en el territorio de la Araucanía.[102] Ese mismo día, un grupo de alrededor de 200 personas, la mayoría pertenecientes a la etnia mapuche, se manifestaron en la plaza de Armas de Nueva Imperial, solicitando la liberación de los presos condenados de origen mapuche que se encuentran en huelga de hambre.[103] La ministra de Desarrollo Social y Familia, Karla Rubilar, visitó Temuco para reunirse con autoridades locales, con el propósito de lanzar el "Plan Impulso Araucanía", un plan gubernamental para la reactivación económica en la región.[104]
- 18 de agosto: Desconocidos efectuaron disparos e incendiaron 4 maquinarias de uso forestal y una camioneta en un predio en Loncoche, pertenecientes a una empresa contratista de la empresa forestal Bosques de Arauco.[105]
- 22 de agosto: Cuatro individuos encapuchados y provistos de armamento atacaron a tres camiones e incendiaron uno de ellos, en la ruta que une Collipulli con Angol, obligando a descender del vehículo al chofer, quien viajaba con su esposa y su hija de 9 años, resultando la menor de edad herida de gravedad por impacto de bala.[106][107] El hecho fue condenado por organizaciones mapuche que promueven el diálogo en la Araucanía.[108]
- 24 de agosto: Barricadas y una balacera en la Ruta 5 Sur a la altura de Collico, comuna de Ercilla, terminó con un vehículo particular, el cual iba tripulado con cuatro personas (dos de ellos menores de edad), recibiendo una serie de impactos de bala.[109]
- 25 de agosto: Tres camiones fueron incendiados durante la tarde de ese día: Dos en el sector de Tronicura, comuna de Los Sauces, donde encapuchados obligaron a los conductores a descender de los vehículos, y el otro, bajo el mismo procedimiento y efectuando disparos, en el sector de Chan-Chan, en la comuna de Contulmo.[110]
- 27 de agosto: Desconocidos incendiaron cinco cabañas y una leñera en un fundo perteneciente a la familia del presidente del Partido Demócrata Cristiano, Fuad Chahín, ubicado en las cercanías del Parque nacional Tolhuaca, en la comuna de Curacautín.[111] Ese mismo día, manifestantes en Cañete realizaron disturbios, intentando incendiar el Juzgado de Garantía de dicha comuna. El hecho fue repudiado por la Asociación de Magistrados del Biobío.[112]
- 28 de agosto: Desconocidos incendiaron cuatro cabañas ubicadas a orillas del lago Lanalhue, en el sector del cerro Lincuyín, comuna de Contulmo, desalojando ilegalmente a sus moradores con armas de fuego. Adicionalmente, se reportaron quemas de maquinaria y camiones en Los Álamos y Cañete, en la misma provincia de Arauco.[113]
- 31 de agosto: Un atentado en una faena forestal en Mulchén, en el límite de la provincia del Biobío con la de Malleco, terminó con ocho maquinarias, tres camionetas, un minibús y una caseta de seguridad completamente destruidas por un incendio intencionado. El ataque se lo atribuyó el Órgano de Resistencia Territorial (ORT), organismo dependiente de la Coordinadora Arauco-Malleco.[114]

#### Septiembre
- 2 de septiembre: Una intensa jornada de incidentes violentos se registraron en la provincia de Arauco, con la quema de cabañas en Quidico, disparos en contra de Carabineros en Tirúa, además de la quema de maquinaria y vehículos de uso forestal en el sector de San Ernesto, en el valle de Elicura, comuna de Contulmo.[115]
- 8 de septiembre: Encapuchados asesinaron de disparos con escopeta a un joven de 21 años en el sector sector Lloncao-Paicaví, en la comuna de Cañete.[116] Adicionalmente, la Fiscalía confirmó que los mismos antisociales, previo al asesinato, atacaron e incendiaron tres cabañas durante la noche en el mismo sector.[117]
- 9 de septiembre: Encapuchados ingresaron a un predio ubicado en Butamalal Bajo, sector de Cayucupil, en la comuna de Cañete, incendiando cinco camiones y una grúa de uso forestal.[118]
- 10 de septiembre: Encapuchados ingresaron a una vivienda rural, a 8 km de la ciudad de Collipulli, amordazaron a la dueña de casa, para luego proceder a robar algunas especies y un vehículo, incendiando la casa y un galpón ubicado en el mismo predio.[119]
- 11 de septiembre: Desconocidos incendiaron en un predio de Los Sauces, con líquidos acelerantes y antorchas, cinco maquinarias de uso forestal y dos buses para el transporte de trabajadores forestales.[120]
- 13 de septiembre: Desconocidos incendiaron por completo una casa habitación en el sector de Quidico, comuna de Tirúa, de propiedad de una profesora rural que ejerce en la localidad.[121]
- 14 de septiembre: Un incendio destruyó la casa patronal del fundo Mariluan, comuna de Collipulli, de propiedad de la consejera regional de La Araucanía, Marita Gutiérrez (RN), al día siguiente de haber denunciado ella la usurpación de terrenos de su propiedad por parte de cinco comuneros mapuche.[122]
- 18 de septiembre: Durante la madrugada, desconocidos ingresaron al Museo Mapuche de Cañete para sustraer una colección de platería mapuche y textilería con un alto valor patrimonial perteneciente a dicha cultura, además de robar computadores y otras especies de valor.[123]
- 20 de septiembre: Desconocidos dispararon en dos oportunidades en contra de un camión blindado de Carabineros, mientras se desplazaba por la ruta P-72, que une a las comunas de Tirúa con Cañete, dejando a dos sargentos heridos que iban en su interior.[124]

#### Octubre
- 3 de octubre: Un conductor de un furgón de transporte de trabajadores agrícolas fue asesinado de un disparo en el rostro, mientras trabajaba en el sector de Agua Buena, comuna de Collipulli; procediendo posteriormente a incendiar el vehículo.[125]
- 7 de octubre: Encapuchados ingresaron al fundo San Ernesto, en el valle de Elicura, en la comuna de Contulmo, amenazando con armas de fuego a los trabajadores del lugar, para luego proceder a incendiar seis camiones de carga y dos grúas de uso forestal.[126]
- 9 de octubre: Desconocidos incendiaron 15 camiones de propiedad de una empresa forestal en Angol. Testigos que merodeaban el lugar, denunciaron que se escucharon una serie de explosiones previo al incendio masivo.[127]
- 15 de octubre: Un ataque en el sector de Quilquén, comuna de Traiguén, resultó con una maquinaria de uso forestal completamente incendidada por encapuchados mientras se encontraba en plena faena, intimidando con armas de fuego a los trabajadores que se encontraban en el lugar.[128]
- 18 de octubre: Una escuela rural en la localidad de Antiquina, comuna de Cañete, fue destruida por un incendio que se investiga por sus características de intencional.[129]
- 20 de octubre: Desconocidos incendiaron y destruyeron en el sector de Isla Pancul, comuna de Carahue, doce maquinarias de propiedad de una empresa privada contratista del Ministerio de Obras Públicas (MOP), encargada de reparar los caminos rurales de la zona.[130]
- 21 de octubre: Durante la mañana, encapuchados armados intimidaron a los trabajadores de un predio forestal en el sector de Selva Oscura, comuna de Victoria, incendiando un camión y una retroexcavadora, resultando totalmente destruidas. Dicho ataque fue adjudicado por la Coordinadora Arauco-Malleco (CAM).[131]
- 23 de octubre: Encapuchados a plena luz del día, ingresaron armados en un vehículo a una propiedad de la localidad de Tricauco, en las cercanías al lago Lleulleu, para proceder a incendiar totalmente una cabaña de veraneo que se encontraba en su interior.[132]
- 29 de octubre: En un predio rural de Cunco, un grupo de alrededor de 20 encapuchados, provistos de armas de fuego y efectuando disparos, incendiaron siete maquinarias forestales, además de dos camiones usados para los mismos fines por una empresa del rubro.[133]
- 30 de octubre: Asesinato del cabo segundo Eugenio Nain de Carabineros, cuando un grupo de encapuchados embosca y ataca con arma de fuego a Carabineros que acudieron a un corte de ruta con barricadas en el kilómetro 685 de la Ruta 5 Sur, altura Cantera de Metrenco.[13]

#### Noviembre
- 3 de noviembre: Encapuchados armados ingresaron a un predio forestal en el sector de Buchoco, comuna de Contulmo, para amenazar y maniatar a los dependientes, incendiando siete maquinarias que resultaron totalmente destruidas por la acción del fuego.[134]
- 4 de noviembre: Durante la noche, dos vehículos policiales de Carabineros de Chile fueron emboscados con armas de fuego a la altura del sector de Collico, en la comuna de Ercilla. Debido al operativo policial tuvieron que cortar parcialmente el tránsito en la Ruta 5 Sur, específicamente en el cruce con dicha localidad.[135]
- 5 de noviembre: Cinco maquinarias resultaron calcinadas debido a un ataque incendiario en el Fundo Miraflores de la comuna de Lautaro.[136] Adicionalmente, se registró otro ataque incendiario al fundo San Ernesto, en el valle de Elicura, comuna de Contulmo, resultando maquinaria forestal y dos camionetas quemadas.[137]
- 10 de noviembre: Es incendiada una escuela rural en la comuna de Curacautín. En el lugar, un lienzo con la frase "Gabriel Boric no es bienvenido en el Wallmapu", escrita por miembros de Resistencia Mapuche Malleco fue dejado en el lugar. Un segundo incidente ocurrió en la comuna de Lautaro, cuando se registró un corte de ruta a la altura del kilómetro 639, ambos incidentes relacionado a la llegada del presidente Gabriel Boric. El presidente .[138][139]
- 12 de noviembre: Un camión cargado con avena fue atacado e incendiado en la ruta que une Collipulli con Angol. Adicionalmente, fue incendiado un puente en el sector Canadá de la comuna de Collipulli.[140]
- 17 de noviembre: Un enfrentamiento armado entre comuneros de dos diferentes comunidades mapuche en el sector Mancopulli de la comuna de Lumaco, terminó con un galpón completamente incendiado y una decena de lesionados con perdigones y otro tipo de heridas.[141]
- 18 de noviembre: Desconocidos incendiaron la Capilla Santa Lucía de Pichihuillinco, templo de culto católico ubicado en el sector sur de la comuna de Contulmo, quedando totalmente destruido.[142]
- 21 de noviembre: Desconocidos incendiaron dos camiones en la ruta R-182, que conecta las comunas de Collipulli con Angol. Adicionalmente, hicieron barricadas con troncos de árboles y corte de electricidad en el alumbrado público del sector.[143]
- 23 de noviembre: Miembros de la Coordinadora Arauco Malleco atacaron el fundo Santa Valentina perteneciente a Forestal Mininco en el sector Trovolhue, comuna de Carahue, resultando un camión grúa, un trineumático, una torre maderera y dos contenedores totalmente destruidos.[24][144]
- 24 de noviembre: Miembros de Resistencia Mapuche Lavkenche se adjudicaron el ataque contra 4 camiones extractores de áridos del río Trongol y un furgón forestal de Bosques Arauco, esto en el Sector Los Ríos, Los Álamos, amenazando al gobierno regional y federal, esto por las continuas medidas antiterroristas en la región.[145][146]
- 26 de noviembre: Desconocidos encapuchados incendiaron dos camiones en la ruta P-70, que une las comunas de Tirúa con Cañete, a la altura de los sectores de Los Batros y San Miguel Bajo, respectivamente.[147]

#### Diciembre
- 9 de diciembre: Manifestantes encapuchados hicieron un bloqueo de ruta en la carretera P-70 a la, que une las comunas de Cañete con Tirúa, con un camión repartirdor de gas licuado que fue robado previamente en Tirúa. Asimismo colocaron lienzos pidiendo la liberación de dos condenados de origen mapuche, los cuales calificaron como «presos políticos».[148]
- 10 de diciembre: Una ataque incendiario fue perpetrado por desconocidos en la Hostal Lanalhue, ubicada en el lago homónimo, en la comuna de Cañete, terminando completamente destruida por la acción del fuego. Asimismo, en el mismo ataque prendieron fuego a la casa del cuidador, tractores para uso agrícola del predio y un galpón.[149]
- 13 de diciembre: Tres cabañas resultaron completamente destruidas luego de dos ataques incendiarios perpetrados durante la madrugada. El primero de ellos fue en el sector El Natre, frente al lago Lanalhue, en la comuna de Contulmo; mientras que el segundo se registró a un kilómetro del otro foco de incendio.[150]
- 15 de diciembre: Alrededor de 20 encapuchados, interceptaron una camioneta en la carretera que une la ciudad de Tirúa con la localidad de Tranapuente, la cual prestaba servicios de supervisión y seguridad a una empresa forestal, para luego proceder a incendiarla completamente sin sus ocupantes. Adicionalmente, se denunció el robo de otra camioneta en el mismo sector, sin paradero conocido.[151]
- 18 de diciembre: Encapuchados armados detuvieron un camión repartidor de la Compañía de Cervecerías Unidas (CCU) en la ruta P-72S, que une las comunas de Tirúa y Cañete, obligando a descender al conductor, para posteriormente incendiar completamente la máquina con toda la carga en su interior.[152]
- 20 de diciembre: Una retroexcavadores es incendiada en un predio del sector rural de Angol, encontrándose en el sitio panfletos relacionados a presos políticos mapuches.[153][154]
- 21 de diciembre: Un camión forestal cargado con madera fue incendiado por encapuchados en la ruta P-60R, en el sector de Chan Chan, ubicado en la comuna de Contulmo, frente al lago Lanalhue.[155]
- 23 de diciembre: En el fundo Damas (perteneciente a Forestal Mininco), Carahue resultando en 7 camiones y un camión grúa totalmente incendiados Forestal Mininco.[24][156]
- 28 de diciembre: Desconocidos encapuchados incendiaron maquinaria y dos torres de madereo en un predio de uso forestal en el sector de Cuyimpalihue, comuna de Cañete.[157][158] Meses después, la CAM se adjudica este hecho, así como varios más en respuesta a la militarización del Bío Bio y la presencia de las forestales en la zona.[159][160]

### Año 2021

#### Enero
- 4 de enero: Integrantes de la CAM atacaron el fundo Santa Olga-Panguipulli fueron destruidas dos excavadoras y una camioneta de la empresa Besalco, acción realizada por la ORT Huilliche Kallfulikan.[159][160][161]
- 6 de enero: Desconocidos provistos de armas de fuego incendiaron al menos tres camiones en un predio forestal ubicado en el sector de Lolenco, en la comuna de Galvarino, donde se reportó una explosión de uno de los vehículos siniestrados.[162]
- 7 de enero: En un allanamiento operado por la Policía de Investigaciones de Chile (PDI) en una comunidad mapuche de Temucuicui, comuna de Ercilla, que involucró un despliegue de más de 800 efectivos, terminó con el desbaratamiento de un millar de plantas de cannabis sativa, además de armas de grueso calibre, donde resultó abatido por impacto de bala en la cabeza, el inspector de la PDI, Luis Morales Balcazar.[163] El mismo día fueron incendiados cinco tres máquinas forestales, en el sector Lolenco, Galvarino.[159][160][164][24]
- 8 de enero: Es incendiado un camión forestal en Los Sauces, acción realizada por la ORT Wenteche Kilapan, perteneciente a la CAM.[159][160][164]
- 10 de enero un nuevo atentado incendiario, que quemó dos maquinarias pertenecientes a un empresario mapuche, esto en la localidad de Padre Las Casas y dejó sin sustento a cinco familias que dependían de esta.[165]
- 12 de enero: Dos ataques incendiarios se reportaron casi simultáneamente durante la madrugada a una relativa cercanía entre sí. El primero de ellos fue en la localidad de Quidico, al norte de Tirúa, donde fue incendiada una vivienda con características de intencional; mientras que el segundo ataque fue dirigido a dos cabañas de veraneo ubicadas en Antiquina, comuna de Cañete, donde además fueron denunciados disparos en los alrededores del hecho.[166]
- 15 de enero: Un ataque incendiario afectó las dependencias de una planta de áridos en el sector de Cayucupil, comuna de Cañete, resultando dos galpones y una máquina retroexcavadora totalmente calcinados por la acción del fuego. Adicionalmente, los perpetradores golpearon e intimidaron a los guardias de seguridad nocturnos que se encontraban al momento del incendio intencional.[167]
- 18 de enero: Encapuchados atacaron una faena forestal en el fundo Elicura, en el valle homónimo, comuna de Contulmo, incendiando dos camiones y tres camionetas.[168] El mismo día, en la ruta Imperial-Carahue fueron destruidos dos camiones de carga y un camión grúa, acción realizada por el ORT Wenteche Kilapan.[159][160][164][24]
- 19 de enero: Desconocidos incendiaron por completo una cabaña de veraneo en el sector de Quidico, comuna de Tirúa. La vivienda se encontraba amobablada pero sin moradores en ese momento.[169]
- 21 de enero: Dos casas de veraneo fueron completamente incendiadas en el sector de la Costanera de Quidico, en la comuna de Tirúa, convirtiéndose en el quinto atentado de este tipo en la provincia de Arauco en el mes.[170]
- 22 de enero: Una camioneta encargada a la policía por robo, fue incendiada por completo en medio de la carretera, en el sector de Collico, al sur de la comuna de Cañete. Adicionalmente, una vivienda fue incendiada en el sector de Paillahue de dicha comuna, ubicado camino a Contulmo.[171]
- 23 de enero: Desconocidos ingresaron armados a una vivienda en la localidad de Quidico, comuna de Tirúa, efectuando disparos al aire, luego encañonaron a los propietarios y los obligaron a abandonar la propiedad, para posteriormente proceder a incendiarla por completo.[172]
- 26 de enero: Encapuchados interceptaron en la carretera que une las ciudades de Cañete con Tirúa a la altura de Tranaquepe, a un camión que transportaba madera, incendiando por completo la cabina del vehículo.[173]
- 31 de enero: Desconocidos derribaron 8 postes de alumbrado público en la carretera que une Collipulli con Angol, además de dañar otros cinco y derribar dos árboles, dejando al sector sin suministro eléctrico.[174]

#### Febrero
- 3 de febrero: Durante la madrugada se registraron tres ataques incendiarios en diferentes sectores del sur de la provincia de Arauco. El primero afectó a una vivienda amoblada sin moradores en Quidico, comuna de Tirúa; el segundo, se perpetró a dos cabañas de veraneo en el sector de Las Quilas, comuna de Cañete, en la parte poniente del lago Lanalhue; mientras que el último fue a una capilla de culto católico en Tranaquepe, comuna de Tirúa.[175] En la mañana, encapuchados armados realizaron un corte de carretera en la ruta P70-S que une Tirúa con Cañete, a la altura del Puente Lleu-Lleu.[176]
- 4 de febrero: Cuatro camiones fueron incendiados en la entrada a la comuna de Ercilla, en la Región de La Araucanía, resultando dos de los choferes heridos por impactos de perdigones que dispararon los perpretadores del ataque. Adicionalmente, en el sector de Misión Boroa, comuna de Nueva Imperial, fue incenciada completamente la Parroquia de la Inmaculada Concepción, de culto católico.[177]
- 10 de febrero: Se registró una ola de 7 atentados incendiarios durante un mismo día, que involucraron las comunas de Cañete, Contulmo, Purén y Tirúa. Fueron incendiados en total 12 camiones y 4 camionetas en distintos puntos de la carretera entre estas comunas, además de la destrucción de una subestación eléctrica con derribo de postes de tendido eléctrico en la ruta, lo que también provocó la suspensión del servicio de energía en algunas localidades, la quema de una vivienda y dos cabañas, un camionero herido a bala en su hombro por encapuchados, además de denuncias de lugareños de amenazas contra ellos.[178]
- 22 de febrero: Un asalto a un fundo en la comuna de Lautaro, terminó con la casa patronal, vehículos y unas bodegas completamente incendiadas producto de un ataque perpetrado por los asaltantes. El predio es de propiedad de la cuñada del diputado Andrés Molina, quien además es presidente del partido político de centroderecha, Evolución Política (Evópoli).[179]
- 23 de febrero: Un ataque incendiario se perpetró en un predio forestal del sector Hullincó Alto, de la comuna de Cañete, donde resultaron 5 maquinarias forestales y dos camiones totalmente destruidos, además de dos contenedores que almacenaban material de trabajo. Dicho ataque coincidió con la llegada de emergencia a la comuna del Ministro del Interior, Rodrigo Delgado.[180] Meses después, la Coordinadora Arauco-Malleco, clamo responsabilidad del ataque en un comunicado.[160]
- 27 de febrero: Dos ataques incendiarios casi simultáneos se perpetraron en la comuna de Lumaco. El primero en el sector de Relún Alto, donde quemaron un camión tipo Skidder y otro autocargador, además de madera de la faena; mientras que el segundo fue en las cercanías a Capitán Pastene, donde incendiarion un camión y una máquina compactadora de un aserradero. La policía encontró evidencia balística, además de carteles con mensajes alusivos al conflicto y firmados por la organización Weichán Auka Mapu.[181]

#### Marzo
- 4 de marzo: Un carabinero resultó herido de gravedad tras sufrir un disparo en un incidente producido en una toma de terrenos en el Fundo Miraflores, en la comuna de Lautaro, donde encapuchados fuertemente armados efectuaron disparos contra la policía, traspasando el chaleco antibalas del funcionario y logrando así perforar su tórax.[182]
- 12 de marzo: Dos ataques casi simultáneos fueron perpetrados en dos fundos de la comuna de Freire. En el primer asalto, resultaron dos trabajadores con heridas de perdigones, además de quemar cinco tractores, tres buses, una retroexcavadora y un camión; mientras que en el segundo atentado, fueron incendiadas dos viviendas y una bodega con material de trabajo agrícola.[183]
- 14 de marzo: Desconocidos armados incendiaron cuatro maquinarias de uso forestal en el Fundo Tropén, en la comuna de Arauco, dejando panfletos alusivos a la detención de comuneros mapuche del Lof Rofue, además resultó un empleado del predio herido leve con perdigones.[184] Meses después, la Coordinadora Arauco Malleco se adjudica este y varios atentados más en la región.[159][160][164]
- 19 de marzo: Desconocidos interceptaron un furgón de transportes de pasajeros en la entrada sur de la comuna de Cañete, a la altura del Museo Mapuche, para proceder a incendiarlo completamente.[185]
- 27 de marzo: Un equipo periodístico de Televisión Nacional de Chile (TVN) fue atacado con disparos en la ruta que une Cañete con Tirúa, a la altura de la localidad de San Ramón, resultando un camarógrafo herido de gravedad y el periodista Iván Núñez con heridas leves en el antebrazo.[186]

#### Abril
- 5 de abril: Alrededor de ocho encapuchados ingresaron al predio Santa Lucía de propiedad de Forestal Mininco, en la comuna de Toltén,  intimidando con armas de fuego a uno de los trabajadores para luego proceder a incendiar completamente ocho maquinarias de uso forestal. Los perpretadores dejaron un lienzo alusivo a la Coordinadora Arauco-Malleco.[187] Meses después se adjudican este y varios atentados en la zona.[160][164]
- 9 de abril: Entre la noche del jueves y la madrugada del viernes se suscitaron dos atentados incendiarios alrededor del lago Lleulleu. El primero sucedió en el sector Las Huellas, comuna de Tirúa, destruyendo la casa de una de las voceras de las 13 comunidades mapuche que cuatro días antes, habían expresado su total rechazo a las acciones de violencia y delitos cometidos en la zona; mientras que el segundo, destruyó una oficina de información turística y la casa contigua, perteneciente a un profesor rural local en el sector de San Ramón, de la misma comuna.[188] El alcalde de Tirúa, Roberto Garrido, expresó en relación con estos ataques que fueron «claramente contra los peñis (otros mapuches)».[189]
- 10 de abril: Un incendio presumiblemente intencional afectó al jardín infantil rural «Semillitas», de la localidad de Tranguilboro, comuna de Cañete. No se hallaron panfletos, rayados ni testigos del hecho, por lo que fue periciado por el Laboratorio de Criminalística de Carabineros (Labocar).[190]
- 12 de abril: Una escuela rural en la localidad de Pailahueque, comuna de Ercilla, resultó totalmente destruida producto de un ataque incendiario. Los perpetradores dejaron rayados alusivos a la liberación de detenidos de etnia mapuche que están siendo procesados por delitos contemplados como tales dentro del derecho penal chileno.[191]
- 14 de abril: Una violenta jornada se registró en la comuna de Tirúa: Mientras fueron incendidadas intencionalmente viviendas y un retén de Carabineros en Quidico recibió disparos desde el exterior, en el Centro de Salud Familiar (CESFAM) comunal, los acompañantes de una mujer apuñalada en enfrentamientos entre vecinos de Quidico, insultaron y amenazaron de muerte al personal médico presente.[192] El Colegio Médico de Chile anunció el retiro de los profesionales de la salud de la comuna, argumentando la falta de garantías por parte del Estado para que puedan ejercer su labor de manera segura.[193]
- 17 de abril: Un incendio con características de intencional afectó a la capilla católica de la localidad de Roble Huacho, en la comuna de Padre Las Casas, luego de que encapuchados realizaran barricadas en las cercanías como protesta a un desalojo de un predio tomado ilegalmente.[194]
- 24 de abril: Un grupo de sujetos incendiarion la vivienda de un juez de Garantía ubicada frente al lago Lanalhue, en la ruta entre Cañete y Contulmo.[195]
- 26 de abril: En el sector Rucahue Ayipen, Freire son consumidas por las llamas tres maquinarias forestales, acción realizada por el ORT Wenteche Kilapan.[159][160][196]
- 29 de abril: Miembros de la ORT Nagche Anganamun perteneciente a la CAM incendiaron cinco máquinas forestales en un predio forestal perteneciente a una forestal, esto en la comuna de Galvarino.[159][160][197]
- 30 de abril: Cuatro encapuchados provistos de armas de fuego, intimidaron al conductor de un camión forestal en una ruta de la comuna de Labranza, para luego proceder a un incendiar completamente la máquina, de propiedad del mismo conductor. La policía encontró un lienzo alusivo a la detención de unos comuneros mapuche.[198] Ese mismo día, desconocidos destruyeron la animita en homenaje al Cabo de Carabineros asesinado, Eugenio Nain, ubicada en Padre Las Casas.[199]

#### Mayo
- 5 de mayo: Un camión y una máquina retroexcavadora utilizados para obras de vialidad fueron incendiados en un atentado en el sector Casa de Piedra, comuna de Tirúa. Testigos escucharon disparos efectuados contra la vivienda de un predio cercano.[200]
- 6 de mayo: Una jornada violenta se produjo en la ruta P-90, que une las localidades de Capitán Pastene con Lumaco, en la comuna homónima, resultando un total de 23 maquinarias y camiones de uso forestal incenciados; además de un carabinero con una contusión de bala que impactó en su chaleco antibalas y un empleado de las faenas productivas herido a bala.[201]
- 10 de mayo: Un total de cinco vehículos: 3 camiones, un tractor y una cuadrimoto, fueron incendiados completamente en ataques perpetrados como respuesta a un desalojo de un fundo, ubicado en la ruta R-444 que une Los Sauces con Lumaco.[202] El ORT Nagche Pelontraru de la CAM clamo responsabilidad del ataque meses después.[159][160]
- 21 de mayo: Una jornada violenta se registró en la comuna de Teodoro Schmidt, con dos atentados incendiarios que dejaron un saldo de 11 maquinarias de uso forestal completamente destruidas. En el lugar se encontraron lienzos de la célula ORT Lafkenche de la Coordinadora Arauco-Malleco, atribuyéndose los ataques.[203][159][160] Adicionalmente, en el sector Selva Oscura de la comuna de Victoria, encapuchados armados desalojaron a la fuerza a un matrimonio de adultos mayores parceleros, procediendo posteriormente a incendiar su vivienda.[204][159][160]
- 22 de mayo: Un grupo de 10 encapuchados armados, encañonaron a un profesor rural que tenía su vivienda contigua a la escuela pública del sector Grano de Trigo, comuna de Contulmo. Los sujetos le sustrajeron su teléfono celular y procedieron a incendiar completamente el establecimiento educacional y su vivienda.[205]
- 24 de mayo: Un carabinero fue asesinado de un disparo en el tórax, en un ataque perpetrado en el despeje de cortes en el carretera de la Ruta R-35, a la altura de la comuna de Collipulli. Se trató del cabo segundo Francisco Benavides García, de 42 años de edad.[206]
- 29 de mayo: Encapuchados armados incendiaron dos camiones en un ataque en el fundo San Ernesto, en el valle de Elicura, comuna de Contulmo, además de intimidar al guardia del predio, obligándolo a descender de su camioneta de servicio para incendiarla también.[207]

#### Junio
- 4 de junio: Encapuchados armados con escopetas ingresaron a un predio en el sector de Las Rozas, en la ruta que une las comunas de Lumaco y Los Sauces, incendiando completamente dos camiones y la casa patronal.[160][208][209]
- 7 de junio: Desconocidos incendiaron durante la madrugada una iglesia evangélica en la localidad de Huape, al sur de la comuna de Cañete.[210]
- 10 de junio: Una violenta jornada se registró en la provincia de Arauco con tres ataques incendiarios: Dos a maquinaria forestal en dos predios diferentes, el primero en el sector de Cayucupil, comuna de Cañete, mientras que el segundo en el sector de Caramávida, comuna de Los Álamos, adjudicandose la CAM este y otros atentados en la zona.[160][211] Durante la madrugada de ese día, un bus de transporte de pasajeros fue interceptado por desconocidos encapuchados en medio de la carretera en Tirúa que se dirigía a Temuco, amenazando al conductor con un arma y obligándolo a descender, para luego proceder a incendiarlo, sin tripulantes en su interior.[212]
- 16 de junio: Un grupo de desconocidos armados incendiaron una cabaña en el sector de Quidico, comuna de Tirúa, efectuando disparos cuando llegó personal de bomberos a combatir el siniestro, por lo que los voluntarios se vieron obligados a retirar del lugar.[213] Asimismo, una vivienda y un galpón resultaron completamente destruidas por un incendio provocado por desconocidos encapuchados y fuertemente armados, quienes además realizaron un corte de ruta derribando una serie de árboles en la carretera, dejando a los vehículos de bomberos y policías atrapados en el segmento vial bloqueado.[214] Durante las diligencias de ese día, un carabinero fue herido en su rostro y brazo con perdigones en un enfrentamiento con encapuchados en la Ruta P-60R, que une las comunas de Cañete con Contulmo, por lo que fue ingresado al Hospital Intercultural de Cañete sin riesgo vital.[215]
- 19 de junio: Un total de 11 detenidos fueron puestos a disposición de la justicia por el secuestro, tortura, asesinato y descuartizamiento de dos mecánicos por parte de comuneros mapuche de la comunidad Choin Lafquenche, comuna de Collipulli, entre ellos María Ancalaf, hermana de Víctor Ancalaf, exlíder de la CAM.[216]
- 30 de junio: Un ataque armado sufrió la tenencia de Carabineros de Contulmo, ubicada en el ingreso urbano de la comuna, sin heridos. Los desconocidos huyeron en una camioneta, perdiéndose contacto con ellos luego de una persecución policial que los llevó hasta el valle de Elicura.[217]

#### Julio
- 1 de julio: Durante la madrugada se registraron dos siniestros: una vivienda de propiedad del Arzobispado de Concepción camino al sector de San Ernesto, en Elicura, comuna de Contulmo, fue incendiada y completamente destruida; mientras que una cabaña de veraneo fue también incendiada más tarde en las cercanías, por lo que el Ministerio Público comenzó a investigar la presunta intencionalidad de ambos hechos.[218]
- 4 de julio: Dos viviendas fueron destruidas en un ataque incendiario en el sector de Quidico, comuna de Tirúa, donde desconocidos efectuaron disparos antes de abandonar el lugar.[219]
- 5 de julio: Una vivienda, tres camiones y dos vehículos menores fue el resultado de un ataque incendiario efectuado por encapauchados armados en el sector de El Mirador de Peleco, en la comuna de Cañete. No hubo lesionados y se encontraron panfletos alusivos a la liberación de presos de etnia mapuche.[220]
- 7 de julio: muere Pablo Marchant, militante de la CAM, esto después de un ataque en el fundo Santa Ana, esto en la comuna de Carahue. Además, un guardia del fundo fue herido y su estado se reporta como delicado. La muerte del militante causó conmoción en las comunidades en conflicto, festejándose su funeral en una comunidad mapuche, con la presencia de hombres armados.[221][222]
- 8 de julio: Una manifestación de unos cien comuneros mapuche en el centro de Cañete pidiendo la liberación del comunero Óscar Pilquiman, condenado por robo con intimidación, terminó con disturbios y el apedreamiento de la Comisaría de Carabineros y de la sucursal comunal de Correos de Chile, ambas ubicadas frente a la plaza de armas de la ciudad, además de los tribunales de justicia y las oficinas de la CONADI. Posteriormente, los manifestantes se trasladaron al ingreso sur de la ciudad, donde instalaron e incendiaron barricadas para bloquear la ruta.[223]
- 9 de julio: Una denuncia por la quema de vehículos y maquinaria forestal terminó en un enfrentamiento entre carabineros y encapuchados, donde fue abatido al interior del fundo Santa Ana Tres Palos, en la comuna de Carahue, Pablo Marchant Gutiérrez, comunero de una comunidad mapuche del sector y expareja de la hija de Héctor Llaitul, líder de la CAM.[224][225][160]
- 12 de julio: Militantes de Resistencia Mapuche Lavkenche atacaron la propiedad de "El Hualle", sector Tucapel Alto, en Cañete, (perteneciente a Bosques Arauco), destruyendo 18 equipos forestales. Esta acción según miembros de RML mencionan que es en respuesta a la muerte de Pablo Marchant.[226][227][228]
- 19 de julio: Miembros de Resistencia Mapuche Lavkenche se adjudican el ataque a una cabaña en  sector de Quidico, en la comuna de Tirúa, ocasionando daños materiales.[226][227][229]
- 24 de julio: Un ataque incendiario deja como saldo 24 camiones, procesadores y otros vehículos incinerados, esto en un ataque en un predio perteneciente a Bosques Arauco, el  sector Cifuentes, en la región montañosa de Curanilahue.[230][231] Resistencia Mapuche Lavkenche se adjudicó este ataque junto a otros ocurridos en la región.[227][226]
- 27 de julio: Un enfrenamiento entre carabineros y civiles armados en el fundo Santa Ana, en el sector de Casa Piedra, comuna de Carahue, terminó con tres lesionados: dos carabineros y un trabajador del predio.[232][225][160]

#### Agosto
- 10 de agosto: un ataque incendiario perpetrado a un predio de Forestal Mininco, ubicado en el sector Cuesta Lastarria, comuna de Loncoche, terminó con tres retroexcavadoras, dos camiones y las casetas de vigilancia de seguridad quemados.[233]
- 20 de agosto: desconocidos armados ingresaron al fundo El Roble, en la localidad de Canteras, comuna de Quilleco, donde incendiaron siete camiones, los cuales terminaron destruidos.[234]
- 24 de agosto: un ataque incendiario afectó al fundo Pitraco, comuna de Cholchol. La casa patronal y una bodega resultaron destruidas producto del siniestro.[235]
- 26 de agosto: cinco camiones usados para transporte de madera y una grúa fueron incendiados en un ataque perpetrado en el fundo El Encanto, comuna de Curanilahue.[236]

#### Septiembre
- 3 de septiembre: son incendiados seis camiones tolva, una excavadora, un tracto camión cama baja, una grúa telescópica, dos cargadores frontales, un camión con 10 mil litros de petróleo y una cuatrimoto, esto en la finca Santa Elvira, ubicada entre la ciudad de Labranza y Nueva Imperial. Los guardias que se encontraban en el lugar fueron somentidos por los atacantes que estaban armados con armas de fuego.[237]
  - El mismo día, pero en el fundo de Santa Trinidad, comuna de Panguipulli un grupo de encapuchados armados incendiaron tres máquinas forestales, una camioneta y una garita. En el lugar se halló un panfleto que mencionaba a los presos políticos mapuche.[238]
- 13 de septiembre: un sargento segundo de Carabineros fue herido a bala en sus piernas con armamento de guerra mientras fue atacado en una emboscada a un carro blindado de la policía uniformada que se dirigía a un fundo para uso académico-científico de la Universidad de La Frontera, en cercanías al puente Pelales de la  Ruta-640, a la altura de Quepe, comuna de Freire. El uniformado quedó fuera de riesgo vital.[239]
- 19 de septiembre: Un ataque incendiario a un predio rural de la comuna de Carahue terminó con la vivienda totalmente destruida con sus propietarios en el interior, quienes producto de la acción del fuego resultaron gravemente heridos. La CAM descartó su participación en el ataque.[240] El dueño de casa falleció el 3 de octubre luego de dos semanas de agonía.[241] Asimismo, un ataque incendiario múltiple perpetrado en el fundo San Luis de Los Sauces, terminó con dos viviendas, una bodega y dos tractores de uso agrícola destruidos, encontrándose en el lugar panfletos alusivos al conflicto mapuche.[242]
- 20 de septiembre: Tres cabañas de veraneo y una bodega resultaron destruidas producto de un ataque incendiario en el sector de Paillahue, en el límite comunal entre Contulmo y Cañete, frente al lago Lanalhue. En el lugar se encontró un panfleto dirigido al Ministro de Justicia y Derechos Humanos, Hernán Larraín, pidiendo la liberación de los presos de origen mapuche involucrados en el conflicto regional.[243]
- 22 de septiembre: una escuela rural recientemente remodelada que atendía principalmente a comunidades mapuche fue incendiada en un presunto ataque incendiario en el sector de Millalén, comuna de Perquenco, terminando totalmente destruida por el siniestro. Asimismo, durante la misma madrugada la Escuela Las Cardas, ubicadas a escasos kilómetros de la escuela incendiada, sufrió destrozos en sus dependencias perpetrados por desconocidos.[244]
- 27 de septiembre: tres camiones fueron incendiados en un ataque intencional durante la madrugada en el sector de Villa Rivas, comuna de Contulmo, siendo el primer atentado de este tipo dentro del área urbana de dicha comuna.[245]

#### Octubre
- 5 de octubre: una torre de vigilancia forestal usada para la prevención de incendios forestales de propiedad de las Empresas CMPC fue derribada en un sector rural de Contulmo, en el límite comunal con Lumaco.[246]
- 6 de octubre: una jornada violenta se vivió en Tirúa con una serie de incidentes. En Quidico una vivienda fue incendiada por desconocidos con su propietaria en el interior, la cual tuvo que saltar por una terraza para huir de las llamas.[247] A lo anterior se suman el robo de dos camionetas por encapuchados armados, quienes efectuaron disparos para sustraer los vehículos particulares en el sector de Curaquidico y a la salida de Cañete, comuna donde también fue reportado el robo de 400 cabezas de ganado del fundo San Guillermo, ubicado al surponiente comunal.[247]
- 7 de octubre: dos atentados incendiarios se registraron durante la madrugada, el primero en el sector de Boyeco, comuna de Purén, destruyendo una casa patronal; mientras que el segundo ocurrió a la altura del km. 8 en la ruta que une Collipulli con Angol, con un saldo de dos camiones de uso forestal siniestrados.[248] Adicionalmente, un grupo armado y encapuchado denominado como Resistencia Territorial Mapuche (RTM) tomó posesión de parte de la Reserva nacional Malleco, un área natural protegida de propiedad estatal. Los ocupantes publicaron un video anunciando una serie de acciones violentas y responsabilizando al Estado de Chile por todo lo que ocurra en los días posteriores.[249]
- 12 de octubre: dos iglesias cristianas fueron destruidas en la comuna de Tirúa, un templo evangélico en el sector de Bajo Quilantahue y una capila católica en Primer Agua.[250]
- 24 de octubre: una treintena de encapuchados armados atacaron un campamento de trabajadores forestales ubicado al interior del fundo Casa Blanca, comuna de Carahue, incendiando y destruyendo un total de nueve viviendas, cinco camiones y dos camionetas, además de sustraer otras dos camionetas. Los sujetos intimidaron con sus armas a los trabajadores que se encontraban dentro de sus casas y los obligaron a salir para proceder a incendiarlas, con todo en su interior, encontrándose además panfletos alusivos a la denominada causa mapuche.[251] El 29 de octubre la Defensoría de la Niñez presentó una querella criminal por este caso, luego de la difusión de un video donde se encontraba un niño y donde además se encontraban otros doce menores de edad en el lugar al momento del ataque.[252]

#### Noviembre
- 2 de noviembre. Dos excavadoras y un contenedor fueron destruidos en atentado incendiario en Vilcún. Fueron hallados dos lienzos adjudicatarios relacionados con el conflicto indígena.[253]
- 3 de noviembre, a las 4:10, hubo un atentado a 12 km al sur de Victoria. Descarrilan y queman convoy de carga, dos horas antes del paso de tren de pasajeros que a las 6:25 lleva pasajeros desde Victoria a Temuco. Los trenes tienen una capacidad para llevar 426 pasajeros. Dos locomotoras y cuatro vagones fueron afectados. Se halló un lienzo en que se exige la salida de militares en la zona, tanto durante el segundo gobierno de Piñera como también en el gobierno de Gabriel Boric.[254]
- 5 de noviembre: la escuela rural de Alto Meco y un jardín infantil aledaño resultaron totalmente destruidos por un ataque incendiario en el sector rural de la comuna de Lautaro. Carabineros acusó a un grupo indeterminado de encapuchados y armados de los hechos.[255]
- 19 de noviembre: Un furgón escolar que había sido robado tres días antes en la comuna de Tirúa, fue recuperado y entregado por miembros de la WAM, según el dueño del vehículo manifestó a los medios de comunicación.[256][257][258]
- 29 de noviembre: tres cabañas y un bote fueron incendiados en un ataque perpetrado por desconocidos en el fundo Las Araucarias, en el sector de laguna Galletué, comuna de Lonquimay. Los malhechores dejaron panfletos pidiendo la salida de empresas forestales y la liberación de personas procesadas y sentenciadas de origen mapuche.[259]

#### Diciembre
- 9 de diciembre: 15 militantes de Resistencia Mapuche Lavkenche (RML) realizaron un ataque incendiario en el sector de Yeneco, esto en la comuna de Lebu, el cual dejó como saldo 15 máquinas incendiadas, además de abandonar panfletos, donde se pedia la liberación de presos políticos mapuches.[260][261][262]
- 14 de diciembre: Miembros de RML incendiaron 15 máquinas forestales en la propiedad El Tesoro de Forestal Arauco, Curanilahue, en respuesta a la condena de ocho hermanos del Valle Elicura, por asesinato de Eleodoro Raiman en diciembre de 2019.[263][145][264]
- 21 de diciembre: durante la madrugada un grupo de armados incendiaron 31 viviendas y cabañas destinadas a la actividad turística alrededor del lago Lanalhue, en la comuna de Contulmo, siendo el mayor ataque a un complejo turístico ubicado en el sector de Lincuyín. Dos días después, la agrupación Resistencia Mapuche Lavkenche[145] se atribuyó la autoría de los ataques mediante un comunicado, amenazando a la actividad forestal, de áridos y turística de la zona.[265]

### Año 2022

#### Enero
- 3 de enero: un ataque incendiario en el fundo Santa Clara, ubicado en la comuna de Traiguén en la ruta que conecta con Lumaco, dejó un saldo de dos viviendas siniestradas, además de bodegas, una oficina administrativa, un tractor y una camioneta. Los hechos fueron adjudicados por la Coordinadora Arauco-Malleco (CAM), quien además a través de su líder, Héctor Llaitul, realizó críticas a Gabriel Boric y llamó en un comunicado a continuar en la «autonomía revolucionaria».[266]
- 18 de enero: de un disparo fue asesinado Joel Ovalle Durán, reconocido dirigente de agricultores en la ruta que une Collipulli con Angol a la altura de Alboyanco en la ruta R-340. El occiso iba acompañado de otra persona quien una vez alcanzados por un grupo de encapuchados, lo obligaron a bajarse del vehículo, que tenía varios impactos de bala, para que huyera del lugar, con amenazas de muerte si no lo hacía.[267]
- 21 de enero: en una semana de recrudecimiento de los ataques, dos trabajadores forestales de 21 y 44 años de edad fallecieron por impacto de bala percutados por encapuchados en el sector rural de Tres Esquinas, comuna de Carahue.[268]
- 31 de enero: un trabajador falleció tras recibir disparos de dos hombres que se trasladaban en camioneta. La víctima es un trabajador de 45 años de edad. El hecho ocurrió en el sector de Curapaillaco, en la provincia de Arauco.[269]

#### Febrero
- 1 de febrero: en la noche del martes, cuatro casas fueron quemadas en la ribera del Lago Lanalhue, en la comuna de Contulmo, al sur de Arauco. Según vecinos los ataques fueron producidos por organizaciones violentistas.[270] El Coordinador de seguridad de la macrozona sur condeno los ataques, señalando firme su lucha contra los subversivos en la región.[271]
- 16 de febrero: dos carabineros fueron heridos en enfrentamientos con encapuchados en un predio rural ubicado en el sector Las Bandurrias, en la ruta que une las comunas de Traiguén con Los Sauces, luego de que los efectivos policiales se hicieran presentes en el lugar tras una denuncia a desconocidos que estaban dañando una torre de vigilancia, además de iniciar focos de incendio forestal dentro del predio.[272]
- 19 de febrero: Militantes armados de la  ORT Külapan perteneciente a la CAM atacaron la propiedad de Áridos Nahuelhual, incendiando tres camiones y una retroexcavadora, localizada en la comuna de Villarrica, dejando únicamente daños mateirales.[273][274][275]
- 28 de febrero: un incendio destruyó completamente la Escuela Básica Intercultural G-214 Trangol, ubicada en el sector rural de Púa-Selva Oscura, comuna de Victoria, justo dos días antes de comenzar su año escolar 2022.[276]

#### Marzo
- 2 de marzo: dos atentados fueron perpetrados durante la madrugada. El primero se registró en un predio rural de propiedad de Ewald Luchsinger, sobrino del matrimonio Luchsinger-Mackay ubicado en Vilcún, donde desconocidos incendiaron la residencia familiar de los dueños. El segundo ocurrió en el sector rural de Tronicura, entre las comunas de Angol y Los Sauces, donde encapuchados incendiaron cinco maquinarias forestales, baleando a uno de los cinco trabajadores que se encontraban en el fundo Las Margaritas, siendo enviado de gravedad pero sin riesgo vital al Hospital de Angol.[277]
- 10 de marzo: un ataque incendiario terminó con cuatro maquinarias forestales destruidas en un predio forestal del sector de Ramadillas, comuna de Arauco. En el lugar se encontraron panfletos que atribuían el hecho a la Weichán Auka Mapu, haciendo una crítica a Gendarmería de Chile y pidiendo la liberación de personas detenidas de origen mapuche.[278]
- 11 de marzo: dos ataques incendiarios se perpetraron durante este día de cambio de mando presidencial. El primero fue perpetrado por desconocidos en el sector rural de Cajón, comuna de Temuco, resultando tres camiones, una camioneta y una bodega completamente  destruidas por el accionar del fuego. El segundo se reportó en un predio forestal de la comuna de Traiguén, donde una máquina autocargadora de tipo skidder resultó completamente destruida por un ataque incendiario.[279]
- 13 de marzo: durante la madrugada desconocidos incendiaron dos galpones de uso agrícola de propiedad de la familia Grollmus-Kuhn, a escasos metros del límite urbano Sur de la comuna de Contulmo, consumiendo alrededor de mil fardos y donde murió al menos un caballo calcinado por las llamas. El ataque fue adjudicado por la Weichán Auka Mapu a través de un panfleto que exigía al Estado la liberación de detenidos de origen mapuche.[280]
- 15 de marzo: la ministra del Interior, Izkia Siches fue recibida con un coche en llamas bloqueando la carretera y disparos cuando intentó visitar Temucuicui, en el sitio del ataque se encontraron casquillos 9mm y postas Calibre 12.[281] Resistencia Mapuche Malleco se adjudicó la acción, mencionando que "mientras existan presos políticos mapuches, no habrá diálogo."[282][283]
- 25 de marzo: Durante la visita del subsecretario del interior Manuel Monsalve, un grupo de desconocidos realizaron un ataque incendiario contra dos maquinarias en un fundo ubicado en el kilómetro 22 de la ruta que une Victoria  y el fundo Entre Ríos, en el sector de Las Toscas dejando además un lienzo dirigido al subsecretario exigiendo la libertad de los Presos Políticos Mapuches.[284]
- 26 de marzo: El Gobierno de Gabriel Boric pone fin al estado de emergencia en las provincias de Arauco, Biobío, Cautín y Malleco.[285]
- 30 de marzo: Miembros de la Coordinadora Arauco-Malleco incendian tres camiones en la ruta 90-P a las afueras de la comuna de Lumaco.[286]

#### Abril
- 1 de abril: Un grupo de 40 encapuchados irrumpieron en las orillas del Lago Lanalhue incendian 16 casas y 2 camionetas durante la madrugada en el sector de Estación Lanalhue en la ciudad de Contulmo.[287][288] Horas después, Resistencia Mapuche Lavkenche se adjudicó el ataque, esto en respuesta a la actitud de militarizar la región.[289][290][291]
- 14 de abril: Durante la mañana dos trabajadores forestales son asesinados a balazos por sujetos desconocidos y su camioneta es completamente destruida en la ruta 90-P a las afueras de la comuna de Lumaco.[292]
- 18 de abril: Durante la madrugada desconocidos realizan un ataque incendiario contra una cabaña en las cercanías de Curacautín.[293]
- 20 de abril: Un grupo de sujetos desconocidos realizan una serie de ataques armados e incendiarios durante la madrugada, incendiando cinco cabañas, dos vehículos y la cabina de un camión en la ruta 181, que une a las comunas de Victoria con Curacautín.[294]
- 21 de abril: Alrededor de las 13:00 un grupo de 7 encapuchados incendian cuatro camiones de madera en la ruta R-49, que une a la localidad de Collipulli con Curaco, posteriormente el atentado fue adjudicado por la Coordinadora Arauco-Malleco.[295]
  - En horas de la tarde se produce una produce una manifestación exigiendo la liberación del lof Elicura, en la Ruta CH-181 en la que se produjo la tala de árboles y quema de neumáticos, además un camionero fue baleado por desconocidos en una camioneta.[296]
- 22 de abril: A primeras horas de la mañana  Desconocidos realizan un ataque armado dejando a un camionero herido con una herida de bala en su cabeza y otros dos heridos en la Ruta 5 Sur cerca de Ercilla.[297]
- 26 de abril: Un ataque incendiario tiene lugar en el fundo Los Copihues, ubicado a 44 kilómetros de Curacautín por el camino al sector Santa Julia, lugar Vetrenco en la que son quemadas una retroexcavadora, una máquina Skyder y un camión, a su vez frente a las instalaciones de la Universidad de La Frontera en la comuna de Padre las Casas una casa fue incendiada y un bus y un furgón recibieron impactos de bala.[298]
- 27 de abril: Un informe de la Multigremial de La Araucanía establece que desde el fin del estado de emergencia se ha producido un aumento de la violencia en un 169% incluyendo 38 actos de violencia en el Región del Bio-Bio, 31 en La Araucanía y uno en la Región de Los Lagos.[299]
- 28 de abril: Un nuevo atentado incendiario tiene lugar al ser más de 30 camiones y maquinarias incendiadas en la comuna de Los Álamos en la provincia de Arauco.[300]
- 29 de abril: Durante la madrugada Un número indeterminado de maquinaria forestal resultó quemada (según miembros de RML 33 maquinarias fueron incendiadas[301]) en la comuna de Loncoche. Mientras tanto, miembros de Resistencia Mapuche Lavkenche habría atacado con disparos a Carabineros en Carahue, donde no se reportaron personas lesionadas.[302]

#### Mayo
- 2 de mayo: Varios gremios de contratistas forestales pertenecientes a la Fundación Chilena de Víctimas del Terrorismo en la Macrozona Sur realizan manifestaciones en la provincia de Arauco, en Curanilahue y en Valdivia exigiendo la restauración del estado de emergencia.[303]
- 3 de mayo: Contratistas forestales y camioneros cortan las principales rutas y carreteras de la Región de La Araucanía exigiendo la restauración del estado de emergencia, el envío de militares a la región y el retiro de querellas por ley de seguridad del estado contra camioneros.[304]
- 5 de mayo: Muere después de un ataque a tiros un comunero mapuche mientras se desplazaba en su camioneta, esto en la comuna de Tirúa, siendo señalando a Weichan Auka Mapu de perpetrar el ataque.[305][306] Más tarde, las WAM niegan estar detrás del asesinato, mencionando que es parte de una campaña de difamación y oportunismo por parte del gobierno chileno y algunos sectores locales no alineados a la liberación mapuche".[258]
- 10 de mayo: Un grupo autodenominado Resistencia Mapuche Autónoma se adjudica un ataque incendiario en un predio en el sector de Agua Tendida, Purén dejando como saldo cuatro camiones y un vehículo, en el sitio se encontró un lienzo donde reivindican este ataque junto a figuras históricas de la CAM.[307][308]
- 18 de mayo: El Gobierno de Gabriel Boric decreta nuevo excepción para las provincias de Biobío y Arauco en la Región del Biobío y en toda la Región de La Araucanía.[309]
- 23 de mayo: Un grupo de entre 40 a 50 hombres fuertemente armados irrumpieron violentamente en una parcela familiar en el sector San Carlitos, en la provincia de Malleco hiriendo a dos personas y asesinando a una yegua y un potrillo.[310]
- 24 de mayo: Un grupo de desconocidos atacó contra un minibús en el que transitaban trabajadores de la Forestal Mininco dejando a tres trabajadores heridos con balas y a uno de 66 años con una herida de bala en la cabeza, en el sector Los Laureles, entre Tirúa y Capitán Pastene.[311]
  - Fallece Juan Catril Neculqueo, el trabajador forestal de origen mapuche de 66 años que recibió un impacto de bala en Lumaco.[312]
- 26 de mayo: Durante la madrugada, un grupo de desconocidos quemó un camión en la ruta que une Lautaro y Vilcún, exigiendo que los militares abandonen la Región de La Araucanía.[313]

- 31 de mayo: La Cámara de Diputadas y Diputados de Chile declaró a la Coordinadora Arauco-Malleco, Resistencia Mapuche Malleco, Resistencia Mapuche Lafkenche y Weichán Auka Mapu como "asociaciones ilícitas de carácter terrorista".[314][315][316]

#### Junio
- 10 de junio: El subsecretario del interior, Manuel Monsalve visita la Región de La Araucanía y anuncia la creación de un comité asesor contra el crimen organizado.[317]
- 11 de junio: En la madrugada Un grupo de seis sujetos desconocidos fuertemente armados y con vestimenta militar queman tres camiones y una camioneta robada en el kilómetro 12, ruta R-49 entre Collipulli y Curaco.[318]
- 12 de junio: Un grupo de sujetos desconocidos queman el fundo del empresario centroderechista y presidente de la Confederación de la Producción y del Comercio, Juan Sutil en la comuna de Galvarino.[319]
- 13 de junio: En la madrugada Un grupo de sujetos desconocidos levantan barricadas, bloquean carreteras e incendian una camioneta entre las comunas de Curacautín y Angol.[320]
- 16 de junio: Tiene lugar un atentado incendiario contra una hostelería y la capilla Santa Teresa, en la comuna de Curacautín perteneciente al convencional constituyente Fuad Chahin.[321]
- 30 de junio: Los comuneros Cesar Millanao Millanao, Orlando Sáez Ancalao y Oscar Pilquiman Pilquiman, junto Emilio Berkhoff Jerez, inician una huelga de hambre, exigiendo a las autoridades su traslado a  en el caso de los tres primeros, a un Centro de Educación y Trabajo de Gendarmería (CET) en Cañete, y del último, al presidio de Lebu.[322][323] Una semana después del operativo otro sospechoso es detenido por autoridades en la comuna de Carahue.[324]
  - El mismo día se registra un atentado en un predio perteneciente a forestal Mininco, en Capitán Pastene, Lumaco, dejando como saldo 3 máquinas y un furgón incinerados.[325][326][327]

#### Julio
- 2 de julio: En el sector de Peleco, Cañete, un incendio dejó como saldo dos cabañas incendiadas, siendo clamado este ataque por Weichan Auka Mapu en un comunicado posterior.[325][328]
- 4 de julio: Miembros de la Coordinadora Arauco-Malleco incendian cuatro camiones a las afueras de la comuna de Lumaco, posteriormente se enfrentan a tiros a personal de Carabineros.[329]
- 6 de julio: Miembros de la ORT-Mangil Wenu atacaron que dejaron 1 galpón y 3 vehículos incendiados, aunque el ataque fue interrumpido, ya que dueño del fundo repelió el ataque a disparos.[160][330][331][332]
- 8 de julio: El OS9 de Carabineros y Control de Orden Público arresta a seis personas robando madera en el fundo Hijuelas Los Chilcos en la comuna de Galvarino.[333]
  - Militantes de la ORT-Kallfulikan atacaron el sector Huichaco comuna de Máfil, incendiando 6 máquinas, 2 camiones, 2 contenedor y 1 furgón forestal.[160][332][334]

Es atacado el fundo San Alonso perteneciente a Forestal Mininco en Lumaco, donde resulta destruido 1 camión de carga y dos furgones incendiados. La CAM sigue publicando comunicados en el que exponen su negativa al nuevo gobierno, mencionando que su postura no va a cambiar.
- Es atacada una faena perteneciente a Forestal Mininco entre Chol Chol y Galvarino dejando como saldo 4 camiones, 2 máquinas y 1 camioneta incendiada.[160][332][339]
- 9 de julio: Miembros de la ORT Pablo Marchant atacó el fundo La Liebre y San Guillermo, localizado en Carahue, incinerando 4 camiones, 8 máquinas y 3 contenedores.[160][340][341][338]
- 12 de julio: Ocho camiones fueron consumidos por las llamas en un atentado en el predio Peleco,  perteneciente a Transportes Salgado, esto en la comuna de La Unión, Región de Los Ríos. Además de que los atacantes fuertemente armados golpearon y sometieron a dos de los trabajadores que se encontraban en el sitio.[325][342][343]
  - El mismo día se registra un ataque contra el parque eólico Las Peñas, ubicado a a altura del kilómetro 2,5 de la carretera P-40, esto en la comuna de Arauco, dejando daños estimados de  $500 millones de pesos chilenos.[325][344] También se registró el incendio contra 2 cabañas pertenecientes al exalcalde Mauricio Lebrecht, esto en el sector de Coihueco, comuna de Contulmo, cuando cerca de las 11 de la noche, un grupo de cerca de 10 atacantes sometieron a dos guardias, siendo este incendio controlado por bomberos.[325][344][345] Al día siguiente la WAM clama otro ataque contra un furgón industrial en el sector Los Huapes, Arauco y a un campamento forestal sin mencionar el lugar del ataque.[325]
- 15 de julio: Desconocidos balean un vehículo blindado de Carabineros en Ercilla, sin reportarse heridos.[346]
- 22 de julio: Un nuevo atentado incendiario se registró en la ruta 181 que une las comunas de Victoria con Curacautín en la que fue incendiada una casa y posteriormente tuvo lugar un enfrentamiento armado entre sujetos desconocidos y Carabineros.[347]
- 24 de julio: La Fiscalía de Alta Complejidad condena a 40 imputados acusados por delitos de violencia rural.[348]
- 29 de julio: Miembros de la Coordinadora Arauco-Malleco incendian un tractor en la ruta que une  Los Sauces y Traiguén como forma para interrumpir el tránsito.[349]
  - El mismo día, la WAM[325] atento contra una propiedad perteneciente a la Sociedad agrícola Las Vertientes, en el sector Trafun, localidad de Liquiñe,Panguipulli, dejando como saldo cuatro cabañas, una capilla, un comedor y un almacén destruidos por las llamas.[350][351][352]

#### Agosto
- 1 de agosto: Es incendiado un almacén en el Club Aéreo de Curacautín, ubicado en una carretera en dirección a la comuna de Victoria, ocurriendo cerca de las 4:00 am, y unidades de bomberos y Carabineros de Chile acudieron el sitio, apagando el incendio con extrema precaución debido a la gran cantidad de combustible de aeronave presente presente. Resistencia Mapuche Malleco se adjudicó el ataque en un lienzo donde piden la liberación de presos mapuche en huelga de hambre.[353][354]
- 8 de agosto: En Vilcún son incendiadas dos retroexcavadoras pertenecientes a una empresa de desechos forestales, dejando lienzos donde la WAM se adjudica el ataque.[325][355] El mismo día es atacado a balazos un puesto policial en Capitán Pastene, dejando únicamente daños leves,[356] y también se registra el incendio contra un camión perteneciente a transportes Amazaen en la comuna de Purén, siendo clamados estos ataques por WAM.[325][357]
- 9 de agosto: se registra un ataque contra dos skidders y una camioneta de guardia forestal en el fundo las cruces, siendo relevante que ocurrió en la comuna de Paredones, Región del Libertador General Bernardo O'Higgins, siendo el primer ataque de la WAM en la región.[325][358][359]
- 11 de agosto: Se registra un ataque incendiario contra 2 autobuses buses de empresa Hualpen que presta servicios al Proyecto MAPA de empresa forestal Arauco, esto en la comuna de Cañete.[325][360][361]
- 16 de agosto: Miembros de la WAM atacaron tres camiones, cinco furgones, cinco máquinas forestales y un automóvil de propiedad en un terreno perteneciente a una empresa forestal Antumapu fueron incinerados en la comuna de Arauco.[325][362][363] El mismo día la WAM se adjudicó un atentado contra dos camiones y una retroexcavadora de la empresa logística Center, en un terreno en la comunidad de San José de Colico, Curanilahue.[325][364][365] El mismo día miembros de RMM irrumpieron en un campo eólico en construcción perteneciente ala empresa Enel en el sector de La Cabaña, en la comuna de Angol, dejando cerca de diez maquinarias y camiones incinerados.[366]
- 24 de agosto: Héctor Llaitul, líder de la Coordinadora Arauco-Malleco acusado de los delitos de robo de madera, usurpación de tierras y Ley de Seguridad del Estado.[367]
- 25 de agosto: al interior de una faena forestal en la localidad de Capitán Pastene, resultando nueve máquinas incendiadas por desconocidos.[368]
- 29 de agosto: Se registra un ataque incendiario contra Molino Grollmus, en la localidad de Contulmo, región del Biobío.[369] El ataque incendiario fue reivindicado por Resistencia Mapuche Lavkenche, el cual arrasó el molino, mientras que en el enfrentamiento tres defensores fueron heridos, incluyendo a uno de los propietarios, Carlos Grollmus (75), quien perdió una pierna a causa de los impactos.[370][371][372]

#### Septiembre
- 9 de septiembre: Durante la madrugada tiene lugar la quema de dos casas, tres camiones y una excavadora en el sector San Juan de la comuna de Padre Las Casas.[373]
- 21 de septiembre: operativo realizado por autoridades en septiembre de 2023 dejó como saldo once personas detenidas en una serie de allanamientos realizados en las comunas de Los Álamos, Curanilahue y Cañete, siendo trasladados a las instalaciones del PDI en Talcahuano.[374][375][376] Entre los detenidos se encontraba un carabinero activo y otros que habían sido dados de baja,[377] uno de ellos el jefe de la Sección de Investigaciones Policiales (SIP) de Curanilahue, según autoridades, el operativo fue posible gracias a un testigo protegido.[13]

#### Octubre
- 1 de octubre: La ministra del interior, Carolina Tohá visita la Región de La Araucanía buscando soluciones al cese de la violencia.[378]
- 13 de octubre: Durante la Madrugada Un grupo de sujetos armados quienes se identifican como reivindicadores de la causa mapuche atacan e incendian la casa de la exconsejera regional de la Región de La Araucanía, Carmen Phillips, a su vez encaroñandola y obligándola a ver arder su propia casa.[379]
- 18 de octubre: Es incendiado un camión perteneciente a una forestal en la localidad de Capitán Pastene, Lumaco.[380]
- 20 de octubre: Carabineros, en conjunto con la Fiscalía de Alta Complejidad, desbaratan una organización de 12 personas dedicadas a la sustraccion y robo de madera en La Araucanía.[381]
- 27 de octubre: Guerrilleros de LNM descarrilamiento de un tren de carga de la empresa Fepasa, ocasionando importantes daños materiales, esto en la comuna de Máfil, Región de Los Ríos.[382][383][384]

#### Noviembre
- 3 de noviembre: Miembros del RMM atacaron una empresa de agua potable rural en el Sector El Salto, comuna de Victoria, dejando como saldo una retroexcavadora y un almacén incendiados.[385][386]
- 8 de noviembre: El presidente Gabriel Boric visita la Región de La Araucanía en un viaje de 3 días acompañado de una escolta de 300 Carabineros, y varios francotiradores donde lanza una dura crítica contra los responsables de los atentados y hechos de violencia calificandolos como Cobardes y reconociendo la existencia de Delitos de carácter terrorista.[387]
- 10 de noviembre, el RMM se adjudicó un nuevo ataque incendiario contra una capilla en el sector Villa Cautín en Victoria y el incendio de una escuela rural en el sector Rariruca, ocurriendo este ataque dentro del contexto de la polémica visita del presidente Gabriel Boric a La Araucanía.[388][389] El mismo día, miembros de Resistencia Mapuche Lavkenche pararon e incendiaron un camión, el cual usaron para bloquear la carretera, esto en el sector Mirador de Peleco de la Ruta P-60 que conecta Cañete y Contulmo. La guerrilla mencionó que el ataque es en reacción a la visita del presidente Gabriel Boric a la región.[390][391]
- 18 de noviembre: El mismo día, guerrilleros se adjudicaron la quema de tres máquinas de cosecha, esto en la comuna Lautaro, La Araucania.[382][392][393]
- 22 de noviembre: Pelentaro Llaitul, hijo de menor de 19 años de Héctor Llaitul, es detenido en un procedimiento de Carabineros en Temuco tras un atentado incendiario en Galvarino.[394]

### Año 2023

#### Enero
- 12 de enero: La Corte Suprema rechazó conceder el beneficio de libertad condicional al machi Celestino Córdova, uno de los cuatro implicados en el Caso Luchsinger-Mackay, cometido en 2013.[395]
- 15 de enero: Miembros de Resistencia Mapuche Malleco incendiaron dos máquinas de trabajo y un camión incinerados en el sector de Toquihue, Victoria kilómetro 1 de la Ruta R 550, abandonado panfletos en el sitio del ataque.[396]
- 29 de enero: Encapuchados amenazan a trabajadores y queman oficina y maquinaria de empresa de áridos en la comuna de Lautaro, siendo el suceso adjudicado a través de un lienzo por el grupo Liberación Nacional Mapuche.[397]

#### Febrero
- 16 de febrero: Un convoy de tres camiones de carga fue atacado a tiros, siendo uno asaltado e incendiado por encapuchados, esto en la ruta 49 que une Collipulli con las Termas de Pemehue, en la Región de La Araucanía. Los otros vehículos lograron escapar del sitio del ataque, presentando daños por perdigones, y no reportandose heridos por el ataque.[398][399]
- 21 de febrero: Una célula de Resistencia Mapuche Malleco atacaron un fundo en la comuna de Traiguén incendiaron dos camiones forestales y un tráiler, después de amenazar a los trabajadores del sitio.[400]

#### Marzo
- 5 de marzo: Miembros de RMM atacaron la capilla Nuestra Señora de los Rayos, en el sector California, en la carretera 181 que unen las comunas de Curacautín con Victoria, dejando un lienzo en el lugar del atentado.[401][402]
- 15 de marzo: un grupo de 7 miembros de Movimiento de Liberación Nacional Mapuche, donde atacaron un fundo de áridos, dejando como saldo 5 camiones, un contenedor, una camioneta y un cargador frontal quemados, esto en el fundo San Jorge, Perquenco.[403][404][405]
- 19 de marzo: Miembros de Liberación Nacional Mapuche atacaron la empresa de piscicultura Dalcahue en sector San Pedro, Vilcún.[406] El ataque dejó como saldo 2 cabañas 2 oficinas 2 galpones, un casino y varios generadores eléctricos incendiados.[407][408]

#### Junio
- 2 de junio: Una escuela rural ubicada el sector Billilco, comuna de Victoria fue incendiada por militantes de Resistencia Mapuche Malleco, dejando un lienzo en el sitio donde se manifiestan por el traslado de presos mapuches que tomaron como rehenes a oficiales de Gendarmería en la carcel de Angol.[409][410]
- 16 de junio: Es atacado una casa patronal predio Antaro 2, localizado en un camino que comunica la comuna de Curacautín con Victoria. El ataque dejó el inmueble totalmente destruido además de encontrarse un lienzo donde reta al presidente chileno y piden el traslado de seis comuneros mapuches.[411][412]
- 30 de junio: La capilla Alto Quino fue destruida por las llamas en la localidad de Selva Oscura comuna de Victoria, dejando un sitio en el lugar manifestándose por el traslado de comuneros mapuches a otras cárceles.[413]

#### Agosto
- 2 de agosto: Militantes de Resistencia Mapuche Malleco (RMM) irrumpieron en la comunidad mapuche de Aniñir, Traiguén atacando e incendiando una iglesia, una escuela y un centro de salud, resultando levemente herido un paramedico que intentaba apagar el fuego. En el sitio se encontró un lienzo donde el RMM se adjudica el hecho en protesta por el traslado de presos mapuches que originalmente cumplian pena en el centro penitenciario de Angol.[414][415] Debido a la gravedad del hecho, autoridades anunciaron la instalación de una nueva base militar en la comuna Traiguén.[416]
- 4 de agosto: Un retén de carabineros es atacado a tiros por sujetos armados en un retén de Púa, en la comuna de Victoria, dejando leves daños materiales en las instalaciones en los vehículos cercanos, los atacantes dejaron un lienzo donde se solidarizan por la huelga de hambre de Víctor Queipul, (lonco de la comunidad de Temucuicui) y Juan Millanao, así como la mención de Jorge Huenchullá, profugo en ese momento.[417]
- 14 de agosto: Una vivienda y un vehículo fueron destruidos en un ataque incendiado en el sector rural de la comuna de Victoria, en donde miembros de Resistencia Mapuche Malleco dejaron un lienzo con amenazas para miembros de carabineros.[418][419]
- 15 de agosto: Se registra un ataque en el sector Chequenco de la comuna de Ercilla, dejando como saldo una templo evangélico, una vivienda y una camioneta incendiadas, para luego registrarse otro ataque a tiros un sitio fijo en San Ramón, en las cercanías del ataque, registrándose solamente daños materiales.[420] El mismo día se registró otro ataque pero en las cercanias del kilómetro 46, de la ruta entre las comunas de Victoria y Curacautín, dejando como saldo la escuela local y una capilla incineradas. Ambos ataques fueron reivindicados por RMM dejando lienzos en el sitio del ataque,[421] querellándose la Delegación Presidencial Regional de La Araucanía por ambos ataques, resaltando la gravedad de los mismos.[422][423]
- 22 de agosto: Es atacada la escuela municipal José Chahín sector La Tepa de la comuna de Curacautín, siendo reivindicado por RMM.[424][425] El mismo día fue destruida por las llamas una capilla católica en el sector rural de Vilvilco, en la comuna de Cañete.[426][427]
- 25 de agosto: Se registra un ataque incendiario en tres casas resultaron completamente destruidas, dejando un lienzo en el sitio en el que Resistencia Mapuche Autónoma se adjudica el atentado.[424]
- 28 de agosto: Otro ataque incendiario tomo lugar en el sector rural Contulmo, Región del Biobío, dejo cinco cabañas incendiadas, donde se encontró un lienzo en apoyo a los comuneros presos en Angol.[428][429]

#### Septiembre
- 16 de septiembre: La RMM se adjudicó el incendio de 4 camiones, una retroexcavadora y un galpón, los que resultaron completamente destruidos producto de un atentado registrado anoche en la comuna de Ercilla.[430][431]

#### Octubre
- 19 de octubre: Se registra un operativo de Carabineros en la comuna de Temucuicui, en la comuna de Ercilla, dejando como saldo cinco personas arrestadas con supuesta relación con Resistencia Mapuche Malleco. Los imputados fueron presentados al día siguiente ante el Tribunal de Garantía de Collipulli.[432][433]
- 30 de octubre: Miembros de Weichan Auka Mapu (WAM)se adjudica un corte de ruta en la autopista P-70 entre las comunas de Cañete-Tirúa, siendo bloqueada por árboles derribados, y siendo retirado por elementos de Carabineros.[434][435][436] El mismo día el WAM se adjudicó un incendio contra una capilla, esto en el sector de Huide, distante a unos 25 kilómetros de la capital Contulmo, la cual dejó en ruinas el edificio.[434][437][438]

### Año 2024

#### Enero
- 5 de enero: La Coordinadora Arauco Malleco (CAM) se adjudicó el incendio a tres máquinas de trabajo en un fundo, esto en la localidad de Trapilco Bajo, Nueva Imperial.[439][440]

#### Abril
- 27 de abril: Tres miembros Carabineros fueron asesinados en una emboscada que tomó lugar en la ruta P-72, municipio de Cañete, en la provincia de Arauco, en la región del Biobío. Los oficiales fueron atraídos por tres llamadas falsas en la zona y los cuerpos fueron incinerados así como el vehículo donde se transportaban.[441][442] Weichan Auka Mapu negó estar detrás del ataque, lamentando el triple homicidio de los oficiales y mencionando que solo justificara mayor represión para la zona.[443]

#### Mayo
- 28 de mayo: Un nuevo espiral de ataques se registró en Región de Los Lagos, cuando Resistencia Kunko Williche se adjudicó el ataque a un predio forestal en la localidad de Popoen, en el límite entre Rio Negro y San Juan de la Costa Osorno. El ataque dejó un saldo de 13 camiones, 10 maquinarias y 2 galpones destruidos.[444][445][446]

#### Julio
- 1 de julio: Un intento de sabotaje a la línea férrea fue descubierto por autoridades en el sector de Pidima, Ercilla, donde también se encontró un lienzo de Resistencia Mapuche Malleco fue encontrado, dirigiendo el mensaje dirigido al alcalde Héctor Miranda y la ministra al respeto a los derechos de los presos mapuches.[447]
- 10 de julio: Dos camiones fueron atacados en la Ruta 5 Sur, a la altura de la comuna de Collipulli y se abandonaron lienzos relacionados al conflicto en curso, según autoridades locales el ataque es en represalia al arresto de un presunto miembro de RMM.[448][449]
- 12 de julio: Atacantes detuvieron y amenazaron al conductor a que bajara de la unidad, incendiando la unidad en el kilómetro 20 de la ruta a Huichahue en Padre Las Casas, dejando la unidad calcinada.[450][451]
- 19 de julio: Asaltantes detuvieron y obligaron al chofer a bajar de la unidad, incinerando el vehículo durante la madrugada del 19 de julio, dejando como saldo la cabina de la unidad calcinada, esto en la carretera que une las comunas de  Nueva Imperial y Carahue.[452][453]

#### Agosto
- 12 de agosto: Un ataque contra dos camiones se registró en la localidad de Pailahueque, Ercilla, siendo interceptados por sujetos armados y bajados de sus unidades. En el sitio se hallaron panfletos firmados solamente como "Resistencia Mapuche".[454][455]

#### Septiembre
- 12 de septiembre: Se registra un complejo operativo contra la agrupación en la comuna de Arauco, contando con la participación tanto de la fiscalía de La Araucanía, Carabineros de Chile, la Policía de Investigaciones con apoyo de la Armada, participando cerca de 200 efectivos de seguridad, dejando un enfrentamiento que dejó como saldo ocho detenidos (dictandoles prisión preventiva el día siguiente), un guerrillero muerto y un policía herido. En la operación se tenían las órdenes de aprehensión emitidas contra 19 personas por su presunta responsabilidad del homicidio de comunero Manuel Huenipil Antileo, ocurrido en mayo de 2022.[456][457][458]

#### Octubre
- 14 de octubre: Se registra un incendio contra una máquina aplanadora en la localidad de Púa en Victoria, siendo encontrado un panfleto del RMM con la leyenda "Libertad a nuestra autoridad Lonko, Victor Queipul".[459]

#### Noviembre
- 3 de noviembre: En el sector Yucatán de la comuna de Victoria dos casas fueron incendiadas por miembros de Resistencia Mapuche Malleco, abandonando lienzos en el lugar del ataque.[460][461]

### Año 2025

#### Enero
- 15 de enero: Se registra un ataque incendiario contra un camión de carga y dos maquinarias pesadas (usadas para labores de mantenimiento de la ruta), esto en un predio en la localidad de Toquihue, comuna de Victoria, encontrando panfletos pertenecientes a RMM.[462][463] En la comunidad de Colvun 2, las autoridades fueron alertadas del incidente y se encontraban despejando la ruta fueron atacados a balazos,[462] dejando como saldo una oficial de carabineros herida, siendo repudiado este ataque por cinco comunidades mapuches, llamándolo "un acto de delincuencia", así como por la ministra del interior Carolina Tohá, describiendo que ataques como estos "son un golpe".[464][465] El último ataque tuvo lugar en el fundo Rinconada, sector Las Rosas en Los Sauces cuando sujetos armados llegaron a un predio forestal, amenazando a los trabajadores del sitio, realizando disparos al aire e incendiando tres camiones y una grua.[466][467]
- 24 de enero: Se registra otro atentado nueve días después en el fundo Rinconada, dejando destruido un tractor agrícola valuado en 42 millones de pesos, un vehículo enfardador y una cortadora de pasto. En este ataque fue reivindicado por la ORT Pelontraru, de la Coordinadora Arauco Malleco (CAM).[468][469]

#### Febrero
- 26 de febrero: Se registra un ataque contra un predio perteneciente a la empresa foresta CMPC, en la comuna de Los Sauces, provincia de Malleco, dejando como saldo dos máquinas incendiadas y dos camionetas robadas, hallandose panfletos en el sitio del ataque.[470][471]

#### Marzo
- 3 de marzo: Son incendiadas cuatro estructuras que sirven de oficinas perteneciente de la Corporación Nacional Forestal, así como dos casas para guarda parques y una cabaña (una de las estructuras era declarado monumento histórico nacional, esto en el sector Los Guindos, al interior de la Reserva Nacional Malleco,[472][473]
- 7 de marzo: Son incendiadas dos camionetas que pertenecen a una empresa de seguridad privada que trabaja para la CMPC, que estaban estacionados de un hostal en el sector de Huequén, en la mancha urbana de Angol. Según autoridades, el ataque fue confirmado por el RMM en un lienzo, siendo represalia por el decomiso de marihuana en un predio el cual el grupo ejerce control.[474][475]

#### Abril
- 3 de abril: Se registra un bloqueo de la Ruta 5, resultando afectados dos vehículos que transitaban entre el camino que une Ercilla y Pidima, después de que miembros de Resistencia Mapuche Malleco, después de que tres internos mapuches a otro centro penitenciario.[476][477]

#### Junio
- 5 de junio: Cuatro camiones tolva y cuatro excavadoras pertenecientes a un relleno sanitario de Collipulli fueron incendiadas por asaltantes armados, disparando al vigilante y huyendo en una camioneta de la misma empresa. En el lugar se encontraron un lienzo del grupo Resistencia Mapuche Malleco rechazando el informe de la Comisión para la Paz y el Entendimiento, los proyectos forestales que activos en la zona.[478][479]
- 11 de junio: Asaltantes golpearon a algunos conductores y fueron incendiados dos camiones y otros cuatro son atacados a tiros en una hostería en la Ruta 5 Sur, en la comuna de Ercilla, mientras que un camión fue incendiado en una carretera en Nueva Imperial, dejando daños materiales. En el ataque del primer sitio se hallo un lienzo donde Resistencia Mapuche Malleco se adjudica el ataque.[480]

## Reacciones

### Año 2020
- La Comisión Interamericana de Derechos Humanos emitió una declaración denunciando que en medio de los incidentes en el día 1 de agosto, algunos grupos armados con objetos contundentes actuaron violentamente, profiriendo discursos racistas y quemaron símbolos espirituales mapuche, y que ello habría ocurrido sin que los efectivos de Carabineros desplegaran medidas apropiadas para prevenir efectivamente su ocurrencia o impedir su continuación, recordando que el Estado de Chile tiene obligaciones de protección contra la discriminación fundada en origen étnico.[481]
- La ministra vocera de la Corte Suprema de Justicia de Chile, Gloria Ana Chevesich, aseveró con respecto a las alegaciones de detenciones por motivos políticos de los comuneros mapuches, que «se cumplió con el debido proceso» y que, ese argumento, que pudo ser emitido por la defensoría de los condenados, no prosperó.[482]
- Desde el Congreso Nacional de Chile, el presidente de la Cámara de Diputados, Diego Paulsen, declaró el 5 de agosto que «en Chile no hay ningún preso político» y que los detenidos, no son por su ideología política, sino que por ser «delincuentes condenados por la justicia».[483]

### Año 2021
- En la localidad de Quidico, comuna de Tirúa, en la provincia de Arauco, se formó el Comité de Seguridad Ciudadana de Quidico, una organización civil en favor de la paz y del orden social, que agrupa a las víctimas locales de ataques y les brinda asesoría legal para judicializar sus denuncias.[484] Por su parte, la Asociación Para la Paz y la Reconciliación en La Araucanía (APRA), realiza una labor similar en el resto de la zona, además de la divulgación de los hechos delictuales por las redes sociales.
- En diciembre de 2020, el director de la División de las Américas de Human Rights Watch (HRW), José Miguel Vivanco, declaró que «no existen presos politicos en Chile», descartando desde esa organización internacional las acusaciones de la existencia de ese tipo de detenidos en el país.[485]
- En abril de 2021, trece comunidades mapuche que viven alrededores del lago Lleulleu, emitieron una declaración pública en una conferencia de prensa, manifestando su rechazo a los actos de violencia rural y delincuencia, haciendo un llamado a no confundir las reivindicaciones y demandas históricas del pueblo mapuche.[486]
- En octubre de 2021 una familia de Traiguén se refugia en Alemania, convirtiéndose en el primer caso de migración forzada por violencia en la Araucanía.[487]

### Año 2022
- El gobierno de Sebastián Piñera buscó continuar con el Estado de Excepción en las comunas de Bío Bío, Arauco, Cautín y Malleco, por lo que solicitó una prórroga que podría durar hasta el 24 de marzo.[488]

- Por su parte, el gobierno de Gabriel Boric que asumió el 11 de marzo, a través de la ministra del Interior, Izkia Siches, comunicó el 25 de febrero que por órdenes del presidente Boric, no se renovará el Estado de Emergencia en la zona, quien pasó de llamarla como Macrozona Sur a «Wallmapu» hasta que fue polémico en la opinión pública.[489]